# ビーティッヒハイム＝ビッシンゲン
ビーティヒハイム＝ビシンゲンまたはビーティッヒハイム＝ビッシンゲン（ドイツ語: Bietigheim-Bissingen,  [ˈbiːtɪçha‿im ˈbɪsɪŋən]）は、ドイツ連邦共和国バーデン＝ヴュルテンベルク州ルートヴィヒスブルク郡に属す大規模郡都市である。 ビーティクハイムという発音もある。この街は、シュトゥットガルトの北約 20 km、ハイルブロンの南約 20 km のエンツ川沿いに位置している。人口 
43,808人（2023年12月31日現在）
のこの街は、ルートヴィヒスブルクに次いで郡内で2番目に大きな街である。北に隣接するベージヒハイムとともに隣接市町村のシュトゥットガルト地域の中級中心を形成している。ビーティヒハイム＝ビシンゲンは、隣接するインゲルスハイムおよびタムとともに行政連合体を形成している。

## 地理

### 位置
約 31 km2 のビーティヒハイム＝ビシンゲンの市域は、ネッカー＝タウバーゴイプラッテに含まれるネッカー盆地に位置している。黄土に覆われた高地で、南西から北東に向かってエンツ川が流れ、西から東に流れてきたメッター川がエンツ川に注ぐ。市域内の最低地点はベジヒハイムとの市境のエンツタール（エンツ川の谷）で海抜 176 m、最高地点はインゲルスハイムとの市境の海抜約 300 m の地点である。

### 市の構成
1975年1月1日、地域再編によりビーティヒハイム市とビシンゲン・アン・デア・エンツが合併して大規模郡都市ビーティヒハイム＝ビシンゲンが形成された:
- ビーティヒハイムには、1930年からメッテルツィンメルンおよびヴァルトホーフが、1960年からヴィルヘウムスホーフが属した。さらに離れた集落ブルク・エーバースベルク、ヘークナハ、ヘーゲナウが昔から属していた。ビーティヒハイム内には、一部独自の名称を持つ住宅区がある。たとえば、旧カムガルン紡績工場住宅地、ブーフ、ザント、ルーク、クロイツエッカーおよびクロイツエッカー/エレンタールなどである。
- ビシンゲンには、かつてグロースザクセンハイムに属していたウンテルムベルク地区、シェレンホーフ農場、エレクトリツィテーツヴェルク住宅地、シュライフミューレ住宅地、離れた集落のベリンゲンおよびレンミヒハイムが属す。

### 都市の広がり
ビーティヒハイムの旧市街はメッター川がエンツ川に合流する地点北岸の高台に位置している。エンツ川とメッター川で形成された盆地には、南のブーフ、東のザント、北のルーク、北西のアーレンブルネン/ヘレーネブルク、南西のクロイツエッカー/エレンタールといった新興住宅地が造られたが、特に1960年代に起こった急速な人口増加により窮屈になっている。
ビシンゲン市区は、ビーティヒハイム南西のエンツ川右岸に位置する。この市区は東に広がるブルーフヴァルトやこれに続くバーンホーフ/アウラインを超えて、やがて中央駅周辺の市域と一体化して成長した。ブルーフヴァルトとブーフとの隙間をつなぐのは、1990年代から大きく拡大したライエルン産業地区である。
ビシンゲンの西のエンツ川北岸に位置するウンテルムベルク地区やビーティヒハイム西側のメッター川の高台に位置するメッターツィンメルンといった残りの地区は開発が進んでおらず、田舎のキャラクタを留めている。

### 土地利用
| 土地用途別面積     | 面積 (km2) | 占有率 |
| ------------------ | ---------- | ------ |
| 住宅地および空き地 | 4.32       | 13.8 % |
| 産業用地           | 2.17       | 6.9 %  |
| レジャー用地       | 0.77       | 2.5 %  |
| 交通用地           | 3.22       | 10.3 % |
| 農業用地           | 13.58      | 43.4 % |
| 森林               | 5.33       | 17.0 % |
| 水域               | 0.51       | 1.6 %  |
| その他の用地       | 1.39       | 4.4 %  |
| 合計               | 31.29      |        |

州統計局の2018年12月31日現在のデータによる。

### 隣接する市町村
ビーティヒハイム＝ビシンゲン市は、北から時計回りに以下の市町村と境を接している: レヒガウ、ベージヒハイム、インゲルスハイム、フライベルク・アム・ネッカー、タム、マルクグレーニンゲン、ザクセンハイム（いずれもルートヴィヒスブルク郡）。
近隣のフライベルク・アム・ネッカー、インゲルスハイム、ルートヴィヒスブルク、レムスエック・アム・ネッカー、タムとともにビーティヒハイム＝ビシンゲンは「グリューネ・ナハバールシャフト」（直訳: 緑の隣町）を推進している。これら6市町村は共同で、市町村境を超え、約130　km2 の土地を「動植物の生存域拡大プロジェクト」に提供し、「我々の定型的な文化環境」を維持し、「居住地から近い、住民のための保養環境」を改善することに努めている。

### 地域計画
ビーティヒハイム＝ビシンゲンは、隣接するベジヒハイムとともに、シュトゥットガルトを上級中心とするシュトゥットガルト地方における中級中心をなしている。ビーティヒハイム＝ビシンゲン/ベジヒハイム中級中心地域の対象範囲は、ルートヴィヒスブルク郡北部で、詳しく延べると、ベニヒハイム、エルリヒハイム、フロイデンタール、ゲンムリヒハイム、ヘッシヒハイム、インゲルスハイム、キルヒハイム・アム・ネッカー、レヒガウ、ムンデルスハイム、ザクセンハイム、タム、ヴァルハイムである。

### 気候
| ビーティヒハイム＝ビシンゲンの気候 | ビーティヒハイム＝ビシンゲンの気候 | ビーティヒハイム＝ビシンゲンの気候 | ビーティヒハイム＝ビシンゲンの気候 | ビーティヒハイム＝ビシンゲンの気候 | ビーティヒハイム＝ビシンゲンの気候 | ビーティヒハイム＝ビシンゲンの気候 | ビーティヒハイム＝ビシンゲンの気候 | ビーティヒハイム＝ビシンゲンの気候 | ビーティヒハイム＝ビシンゲンの気候 | ビーティヒハイム＝ビシンゲンの気候 | ビーティヒハイム＝ビシンゲンの気候 | ビーティヒハイム＝ビシンゲンの気候 | ビーティヒハイム＝ビシンゲンの気候 |
| 月                                 | 1月                                | 2月                                | 3月                                | 4月                                | 5月                                | 6月                                | 7月                                | 8月                                | 9月                                | 10月                               | 11月                               | 12月                               | 年                                 |
| ---------------------------------- | ---------------------------------- | ---------------------------------- | ---------------------------------- | ---------------------------------- | ---------------------------------- | ---------------------------------- | ---------------------------------- | ---------------------------------- | ---------------------------------- | ---------------------------------- | ---------------------------------- | ---------------------------------- | ---------------------------------- |
| 最高気温記録 °C （°F）             | 17 (63)                            | 20 (68)                            | 24 (75)                            | 30 (86)                            | 32 (90)                            | 36 (97)                            | 36 (97)                            | 38 (100)                           | 31 (88)                            | 27 (81)                            | 20 (68)                            | 15 (59)                            | 38 (100)                           |
| 平均最高気温 °C （°F）             | 4 (39)                             | 6 (43)                             | 11 (52)                            | 15 (59)                            | 20 (68)                            | 23 (73)                            | 25 (77)                            | 25 (77)                            | 20 (68)                            | 15 (59)                            | 9 (48)                             | 5 (41)                             | 14.8 (58.7)                        |
| 平均最低気温 °C （°F）             | −2 (28)                            | −1 (30)                            | 2 (36)                             | 5 (41)                             | 10 (50)                            | 13 (55)                            | 15 (59)                            | 15 (59)                            | 11 (52)                            | 7 (45)                             | 3 (37)                             | 0 (32)                             | 6.5 (43.7)                         |
| 最低気温記録 °C （°F）             | −17 (1)                            | −23 (−9)                           | −18 (0)                            | −8 (18)                            | −1 (30)                            | 5 (41)                             | 8 (46)                             | 6 (43)                             | 2 (36)                             | −9 (16)                            | −10 (14)                           | −22 (−8)                           | −23 (−9)                           |
| 降水量 mm （inch）                 | 40 (1.57)                          | 34 (1.34)                          | 40 (1.57)                          | 39 (1.54)                          | 78 (3.07)                          | 87 (3.43)                          | 99 (3.9)                           | 78 (3.07)                          | 51 (2.01)                          | 50 (1.97)                          | 48 (1.89)                          | 50 (1.97)                          | 694 (27.33)                        |
| 平均降雪日数 （≥0.2 cm）           | 5                                  | 5                                  | 2                                  | 0                                  | 0                                  | 0                                  | 0                                  | 0                                  | 0                                  | 0                                  | 2                                  | 6                                  | 20                                 |
| 出典：msn weather                  |                                    |                                    |                                    |                                    |                                    |                                    |                                    |                                    |                                    |                                    |                                    |                                    |                                    |

## 歴史

### 集落の形成
新石器時代の考古学的出土品が、紀元前6000年から紀元前5000年頃に最初の定住がなされたこと、その定住がおそらく永続的なものでなかったことを明らかにしている。ローマ帝国が撤退した後、4世紀からアレマン人のジッペが川辺の草地に隣接する斜面の麓に好んで小集落を営んだ。ビシンゲンやベリンゲンの語尾「ingen」は、アレマン人が領土を拡大した時期に集落が形成されたことを示唆している。ビーティヒハイムの語尾「heim」はフランク人が領土を獲得した後の6世紀に集落が形成されたことを示す。おそらくフランク人がエンツ川に到達するまでは「Büdingen」呼ばれていたアレマン人の集落が「Büdincheim」と改名されたと考えられる。エンツ川左岸の街の西端に位置する廃村においても同様の変化が起こった: Remmingen と Remmigheim がそれである。元々「Remmingen underm Berg」（城の麓のレンミンゲン」と呼ばれていたウンテルムベルクは、14世紀初めに、おそらくアルトザクセンハイム城の新しい領主によって、レンミンゲンの代替地として建設された。メッターツィンメルンは、中世に「Zymbern」と呼ばれていた集落に、他の同名の集落と区別するために「Metter」を前置した。その成立時期は中世盛期であった。

### ビーティヒハイム市区
ビーティヒハイムは、789年に Budinc-heim という表記で初めて文献に記録されている。しかしこれよりもかなり以前から集落は形成されていたと考えられる。自然の徒渉地に近い交通上の良い立地により利益を得ていた。3世紀まで徒渉地はコレギウム・マティソネンジウムとともにメッター川河畔の土地領主の共同体であった。5世紀から7世紀の墓地は、現在の市域がアレマン人の集落であったことを証明している。
13世紀に、現在の市教会とケルター（ブドウ搾り所）の場所にビーティヒハイム城が建設された。この城は多くの共同相続人の間で分割され、その塔（1542年に倒壊）が市の紋章に描かれている。フェニンゲン家やそれに打ち勝ったレンミヒハイム家との抗争では、ヴュルテンベルク伯が領主として抗争を制覇した。戦略上重要なエンツ川の徒渉地を軍事的に防衛するための最前線とするために、ヴュルテンベルク伯エーバーハルト2世が1364年にビーティヒハイムに都市権を授けた。15世紀から16世紀に盛んになったワイン造りとそれに伴うワイン取引が、市民の富の財源となり、街の発展の経済的基盤となった。この街はその後ヴュルテンベルクの地方行政都市（アムト所在地）に発展した。1600年以後そのアムト管轄地域には、ビーティヒハイムの他に、メッターツィンメルン、グロースインゲルスハイム、クラインインゲルスハイムが属した。この他に、レヒガウのヴュルテンベルク部分もビーティヒハイムのアムトに属した。

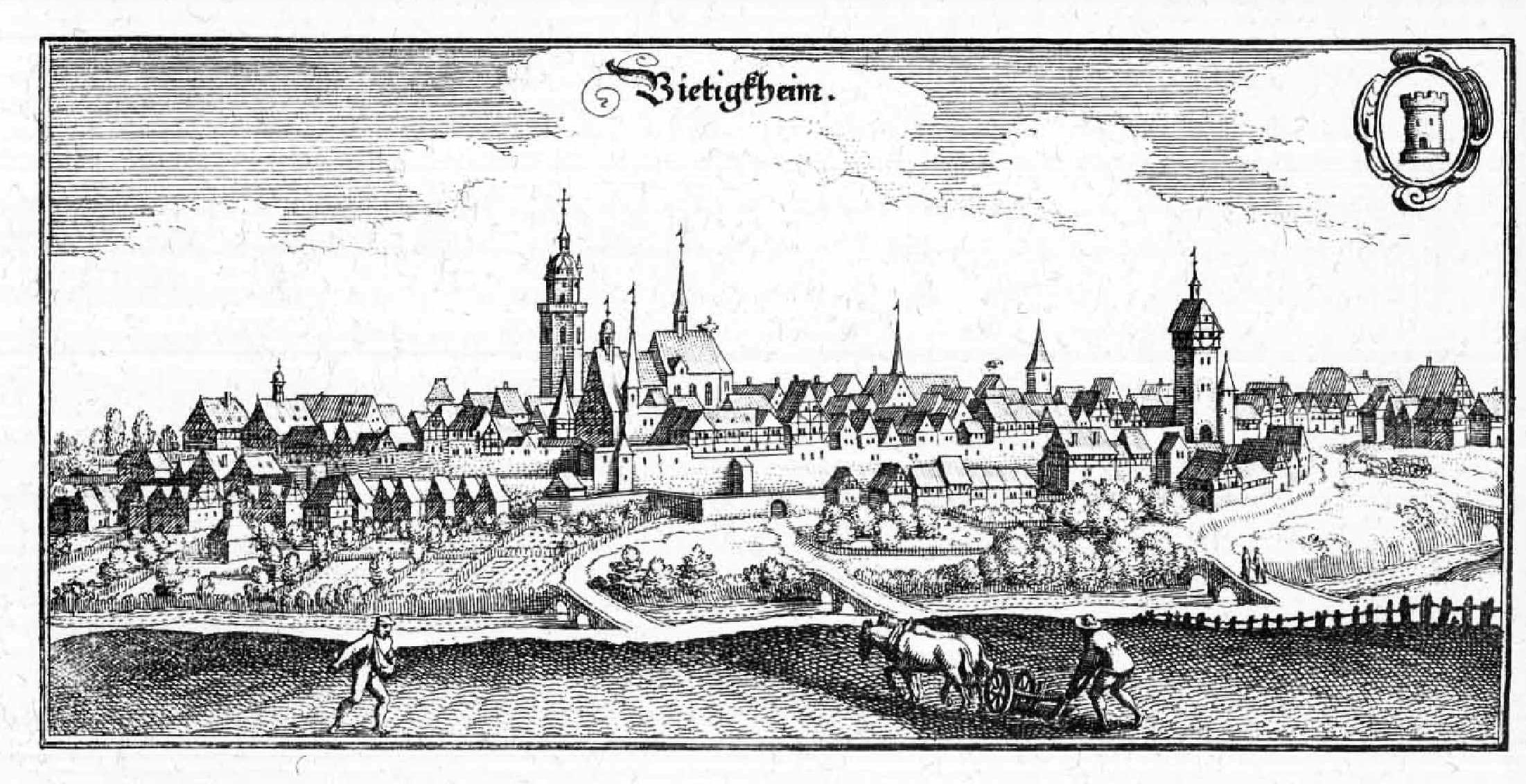
1643年に出版されたマテウス・メーリアンの銅版画に描かれたビーティヒハイム

三十年戦争は、ネルトリンゲンの戦い（1634年）後、それに続くペスト、占領軍の暴力、飢餓によりこの街に劇的な人口減少をもたらした。それは1800人が200人ほどに減る激烈さであった。その少し後、プファルツ継承戦争やスペイン継承戦争によるフランス軍来襲はさらなる衰退を招いた。1704年からこの街は、新たに建設されるルートヴィヒスブルク宮殿の「建設援助」都市となり、これにより邦有製磁工場などの新設が行われた。多くのビーティヒハイム市民がこの建設に巻き込まれ、賦役に就かなければならなかった。1718年に建設された宮廷・行政都市ルートヴィヒスブルクは、近隣都市のマールバッハ、ビーティヒハイム、マルクグレーニンゲンの極めて強力な地域的競合相手となった。ワイン価格の下落が、持続的な景気低迷状態から当面解放されそうにないこの街の困難な経済状況を一層深刻化した。
18世紀の終わり頃、工業化の始まりに伴って、生活状況や人口増加の改善が見られるようになった。ヴュルテンベルク王国建国の年（1806年）にオーバーアムト・ビーティヒハイムが創設されたが、早くも1810年に廃止された。この行政刷新により、本市とそのアムトに属す町村は、オーバーアムト・ベージヒハイムに統合された。その後、ビーティヒハイムは1847年10月11日に王立ヴュルテンベルク邦有鉄道の新設路線で鉄道網に結ばれた。その駅は、ヴェストバーンと高架で接続する重要な乗換駅に発展し、正真正銘のブレークスルーを経て持続的振興に向かった。19世紀末には、人口は3,800人となった。1930年、メッターツィンメルンが自発的にビーティヒハイムに合併した。1938年にオーバーアムト・ベージヒハイムは廃止され、ビーティヒハイムは、新設されたルートヴィヒスブルク郡に属すこととなった。

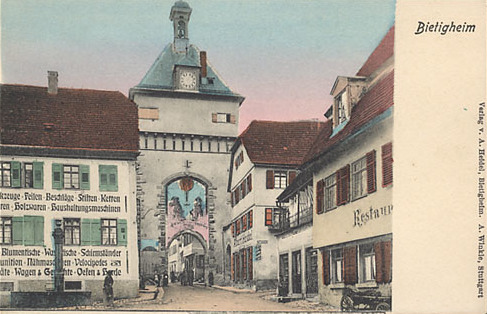
1900年頃のビーティヒハイム

NSDAPのビーティヒハイム支部グループは1928年に設立された。このグループは、1933年までは党員数51人と比較的小さな集団であったが、ナチ党の権力掌握後181人の新規党員を迎え飛躍的に大きな集団となった。その後も党員数は確実に増加して行ったが、その数は少しずつであった。ナチ政権崩壊時点で、ビーティヒハイムには最終的に939人の党員がいた。これは1945年の総人口の 10.4 % にあたる。
1941年のソ連攻撃後、ビーティヒハイムには、逃げてきた数千人の人々を収容するための中心的な通過収容所が設けられ、ここで強制労働に「再分配」された。疾病者や働けない人々は、いわゆる「患者収容所」（これは殺害施設の婉曲表現であった）に運ばれた。少なくとも198人がここで命を落とし、プフォルツハイマー通りの聖ペーター墓地に埋葬された。収容所の収容者たちは主にガイスハルデの防空陣地建設に従事させられた。
第二次世界大戦でこの街は、鉄道高架橋に何度も爆撃を受け、19人の市民と5人の兵士が死亡したが、それ以上の大きな被害を受けることなく切り抜けた。ビーティヒハイムは約 2 % が破壊された。1945年4月、エンツ川は、10日間にわたって枢軸軍と連合軍と間の前線となった。この街は戦後、アメリカ管理地区の一部となったため、1945年に新設されたヴュルテンベルク＝バーデン州に属した。この州は、1952年に現在のバーデン＝ヴュルテンベルク州となった。戦後この街は、14,000人から現在の約43,000人へと大きな人口増加を経験した。これは主に地域再編と、難民や移住者が比較的多く流入したことによる。ビーティヒハイム市の人口は1960年代に2万人を突破した。これを承けて市当局は大規模郡都市への昇格を申請し、バーデン＝ヴュルテンベルク州政府は1967年1月1日に発効させた。1975年1月1日、ビシンゲンと合併した。

### ビシンゲン市区
エンツ川沿いのビシンゲンも中世初期にまで歴史を遡ることができる。この集落は870年頃に初めて文献に記録されている。991年には Bussinga、1000年頃および1293年には Bussingen（人名からの推測）と呼ばれていた。この集落の教会は、9世紀にはヴァイセンブルク修道院の所有であった。12世紀初め、ヒルザウ修道院がビシンゲンの所領を売りに出し、後のゼーゲヴァルト家がビシンゲンの新しい所領を手に入れた。1339年にヴュルテンベルク伯エーバーハルト2世は、ファイインゲン伯からビシンゲン集落の半分を購入した。残りの半分はザクセンハイム家がファイインゲン伯の、1360年からはヴュルテンベルク伯のレーエンとしてこれを治めた。1480年/1481年にヴュルテンベルク家はこれらレーエンの一部を獲得した。ザクセンハイム家の断絶により、1561年に集落全体がヴュルテンベルク領となり、1718年まで、および1722年から1807年までオーバーアムト・グリューニンゲン（現在のマルクグレーニンゲン）に属した。教会の管理権は、広範囲で自治が認められていたグリューニンゲンの聖霊病院の手中にあった。このためビシンゲンの紋章には聖霊病院の意匠が描かれている。病院兄弟団はさらに、ビーティヒハイムのペータース教会やレンミヒハイムのヤーコプス教会も管理していた。

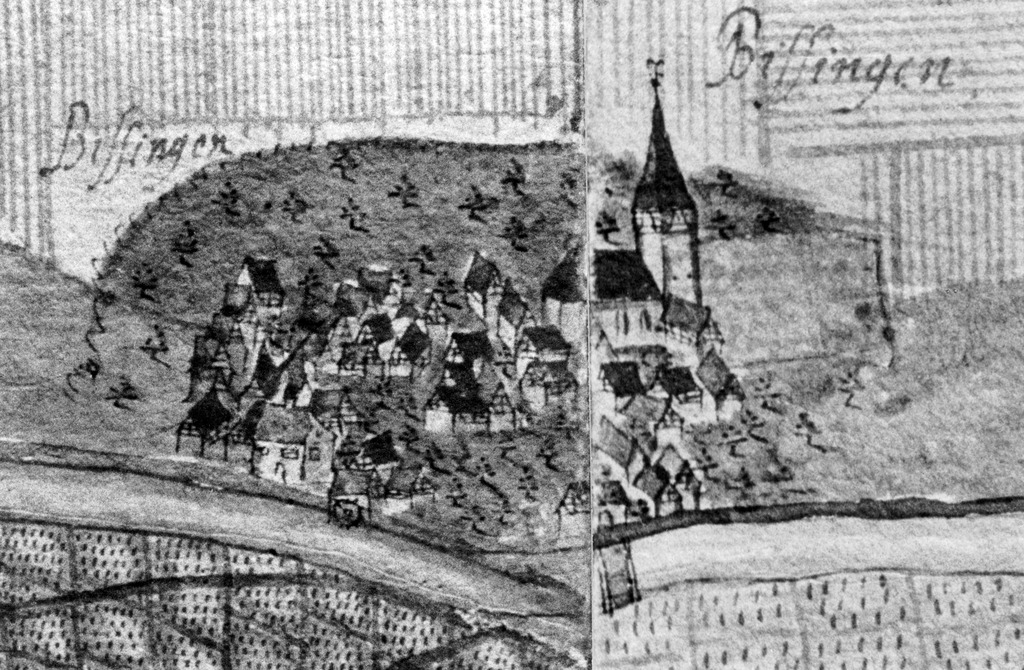
1628年/84年のキーザーの森林簿に描かれたビシンゲン

三十年戦争では、ビシンゲンは1634年に大部分を火災で失った。1693年にはフランス軍による放火で42軒の家屋が焼失した。18世紀には、ルートヴィヒスブルガー・マヌファクトゥールのための製陶用水車や石英用水車が設けられた。経済的に重要であったのは、ビシンガー・ホルツラーゲのためのエルツ川の筏流しであった。これはレンミンゲンの筏水路の拡充により特別に設けられた「ホルツシュトラーセ」（直訳: 木材の道）で結ばれていた。1854年に、かつてザクセンハイム家が所有していたビシンゲンの水車をカール・ロンメルが買い取った。ロンメルは1903年の火災後にこれをヴュルテンベルク最大の穀物用水車に拡充した。1909年から1912年までビシンゲンには、ヴィルヘルム・マイバッハとフェルディナント・フォン・ツェッペリンが創設したルフトファールツォイク＝モートレンバウ GmbH（直訳: 航空用発動機製造）があった。
1807年のオーバーアムト・マルクグレーニンゲン廃止後、この集落はオーバーアムト・ルートヴィヒスブルクに、1938年からはラントクライス・ルートヴィヒスブルク（ルートヴィヒスブルク郡）に属した。1945年ビシンゲンは数日間、戦闘の最前線となり、連合軍の砲撃により建物に被害が及び、38人が死亡した。1953年、それまでグロースザクセンハイムに属していた小集落ウンテルムベルクが、エンツ川対岸に位置するビシンゲンへの強い経済依存度を考慮してビシンゲンに移管された。ウンテルムベルクと一緒に、旧レンミヒハイムの土地もビシンゲンに移管された。1975年1月1日、ビーティヒハイムとの合併が行われた。

## 住民

### 人口推移
各時点での市域における人口推移を以下に示す。1974年まではビーティヒハイム市の人口推移である。数値は推定値、人口調査結果、各時点での統計担当官庁の公的研究結果に基づいている。

ビーティヒハイム＝ビシンゲンの人口推移。赤線はビーティヒハイムの人口、青線はビーティヒハイム＝ビシンゲン全域での人口推移である。

### 宗教

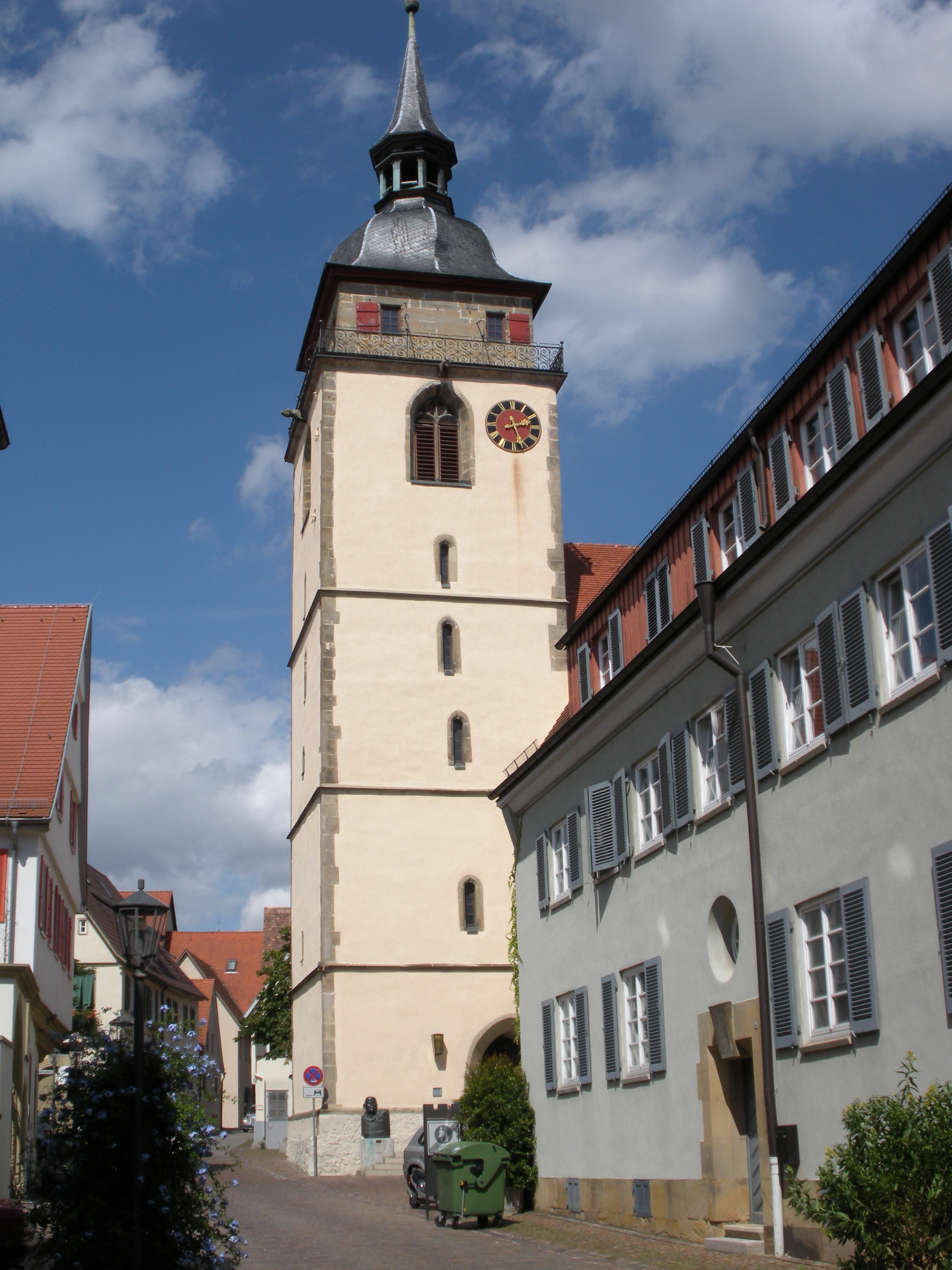
ビーティヒハイムの福音主義市教会

ビーティヒハイム、ビシンゲン、メッターツィンメルン、ウンテルムベルクおよびレンミヒハイムは、ヴュルテンベルクでは1534年から行われた宗教改革以前は、シュパイアー司教区三位一体助祭長区ファイインゲン参事会に属していた。16世紀以降、何世紀もの間、この街はプロテスタントの街であった。1556年にビーティヒハイムは監督管区の本部所在地となったが、1813年に本部はベージヒハイムに移された。これ以後ビーティヒハイムの教会は、ベージヒハイム監督管区および教会管区に属した。市教会の他に、1954年に平和教会、1968年にパウルス教会が建設され、いくつかの教会組織が成立した。これらは現在、ビーティヒハイム総合教会組織を形成している。ビシンゲン教会組織は2つの教会堂を有している。古いキリアンス教会と1965年に建設されたマルティン＝ルター教会である。メッターツィンメルン教会組織は、古いゴシック教会が1905年に落雷のため破壊された後、1906年に建設された教会を有している。ビシンゲン教会組織もメッターツィンメルン教会組織もヴュルテンベルク福音主義州教会内のベージヒハイム監督管区に属している。

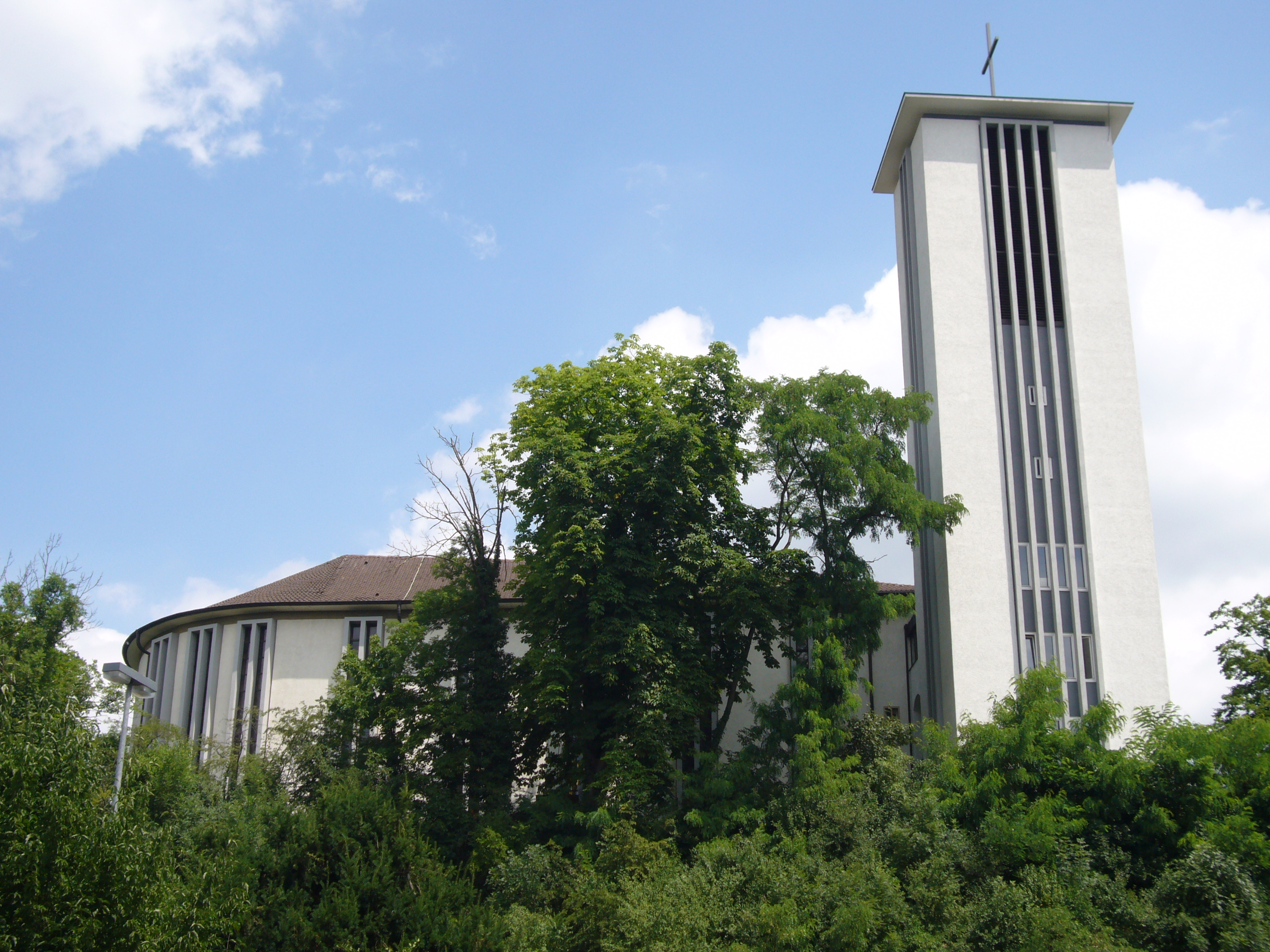
聖ラウレンティウス教会

19世紀にカトリック信者もビーティヒハイムに流入した。1884年にカトリックのホーエンアスペルク兵舎教区がビーティヒハイムに移転し、独自の教区を創設した。この教会は1888年に聖ラウレンティウス教会堂を建設した。この教会は1955年/56年に新しい教会堂に建て替えられた。ビーティヒハイムのもう一つのカトリック教会が聖ヨハネス教会である。ビシンゲン市区には、別のカトリック教区「善き牧人」がある。この教会区は1970年に教会を建設した。この3つの教会区は、現在、ロッテンブルク＝シュトゥットガルト司教区内でビーティヒハイム＝ビシンゲン司牧会を形成している。
これら二大教会の他にビーティヒハイム＝ビシンゲンには自由教会もある。たとえば、福音主義＝メソジスト教会、バプテスト教団、2つの兄弟団、自由教会プフィングストゲマインデに属す「フォルクスミッション・エントシーデナー・クリステン」などである。さらに新使徒教会は、ビーティヒハイム＝ビシンゲンで活動しており、2つの自由アラム系キリスト教団もある。
ビーティヒハイム＝ビシンゲンには2つの正教会もある。その1つはギリシア正教会である。この教会はベージヒハイマー通りに独自の教会と付属のセンターを有している。もう1つはシリア正教会（アラム系）ビーティヒハイム＝ビシンゲンで、「Mor Petrus&Paulus」（聖ペトロおよびパウロ）の名前で活動している。このシリア正教会組織は、ホプフェンゲルテンに新しい教会堂と教団センターを建設している。2019年春に完成予定である。

## 行政

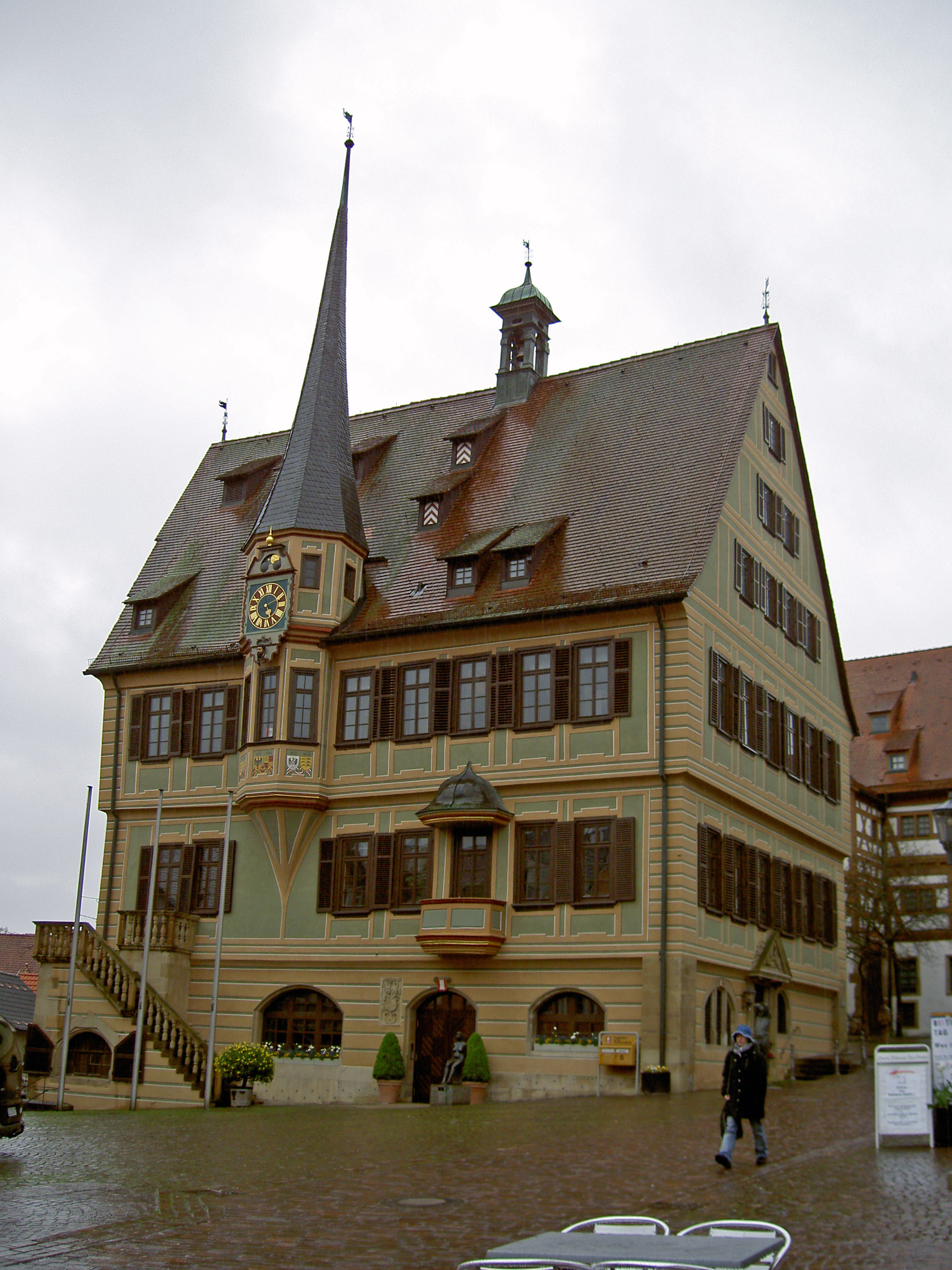
ビーティヒハイム＝ビシンゲン市庁舎

### 大規模郡都市
ビーティヒハイム＝ビシンゲンは、大規模郡都市として、シュトゥットガルト行政管区長官の権限管理下に置かれている（市町村法 § 119）。

### 議会
ビーティヒハイム＝ビシンゲンの市議会銀は 32議席である。市議会は、この選出された名誉職の議員と議長を務める上級市長で構成される。上級市長は市議会において投票権を有している。

### 首長
ビーティヒハイム市の首長は、市の創設以来、Schultheiß（後に Vogt あるいは Oberamtmann。領主の代官にあたる）の他に、Amtsbürgermeister（市長）が12人の Stadtrichter（都市裁判官）および1人の rechnender Bürgermeister（会計責任者）とともに行政を司っていた。1805年以降は、Stadtschultheiß、後の Bürgermeister（市長）が、都市運営を行った。1967年1月1日にビーティヒハイムが大規模郡都市に昇格した後、首長の公式の肩書きは Oberbürgermeister（上級市長）と改名された。上級市長は8年ごとに直接選挙で選出される。上級市長は市議会の議長である。その代行者は第1助役で、公式の肩書きは "Bürgermeister"（通常の市町村では、市長、町長を示す語）である。
ビーティヒハイム＝ビシンゲンの上級市長:
- カール・マイ（1975年）
- マンフレート・リスト（1975年 - 2004年）、CDU
- ユルゲン・ケッシング（2004年 - ）、SPD[16]

### 紋章と旗
図柄: 赤地に胸壁を持つ円錐形の銀の塔。土台の黒い円形アーチの上に、下部が2つに分かれた青い総司教十字。
この紋章は、白 - 赤の旗とともに、1976年7月12日にシュトゥットガルト行政管区長官の認可を得た。この紋章は、1975年に合併してビーティヒハイム＝ビシンゲンを形成することになった旧自治体、ビーティヒハイムとビシンゲン・アン・デア・エンツの紋章デザインを保持している。旧ビーティヒハイムの紋章からは胸壁のある塔が採られた。この意匠は1474年にはすでに用いられていた。これは1542年に倒壊した城砦の塔で、最終的には市教会の鐘楼として利用された。総主教十字は旧ビシンゲンの紋章から採られた。これは、1400年頃にビシンゲンの教会守護権を獲得し、廃止されるまでこれを保持したグリューニンゲンの聖霊病院の境界石に由来する。

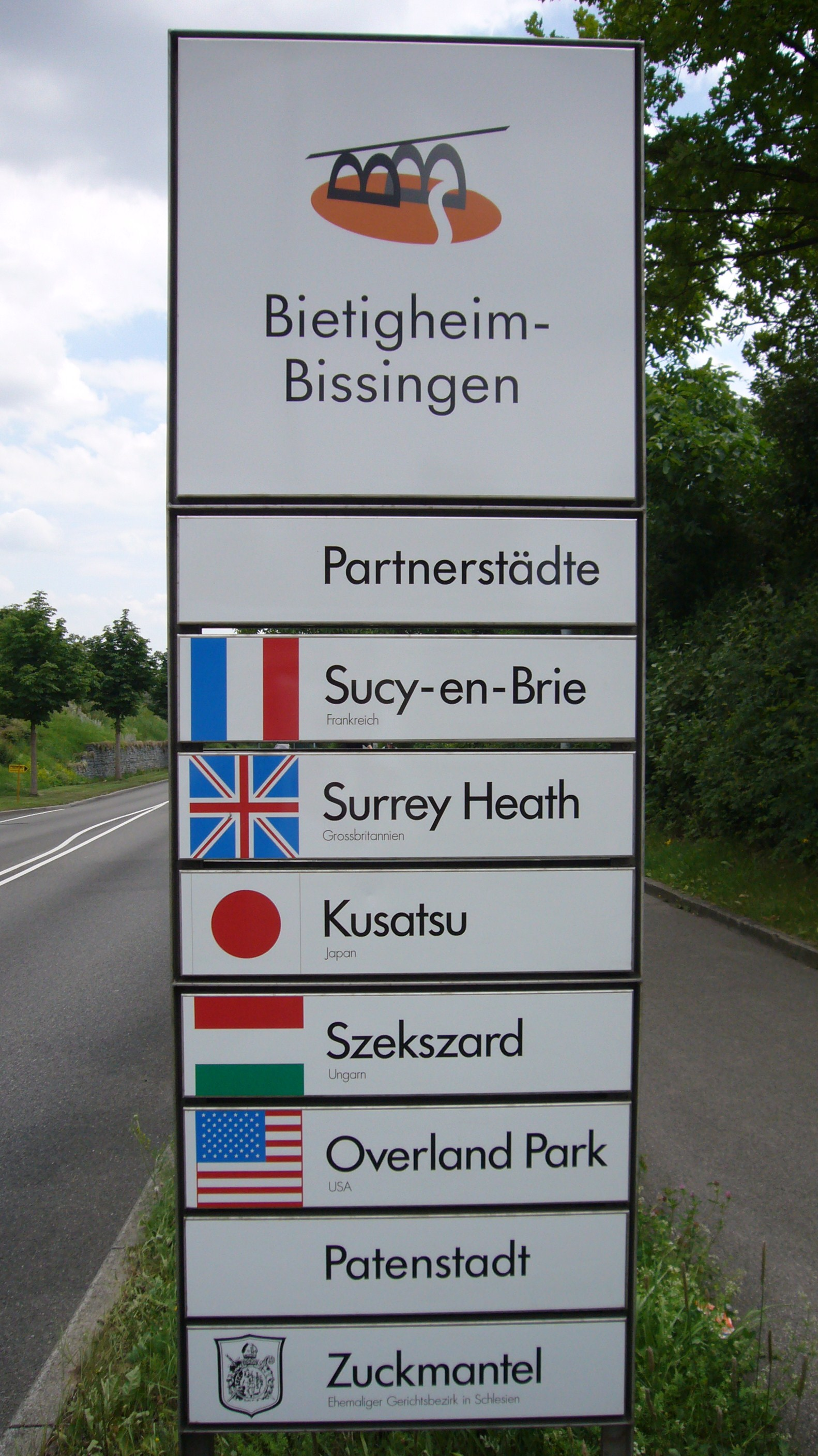
姉妹都市の標識

ビーティヒハイム＝ビシンゲンで実際に用いられている旗は、白 - 赤の認可された旗と異なっている。実際に用いられている旗は、最上部に1本の黒帯、その後11本の赤と白のストライプで、最下部に黄色い帯で、旗の中央に紋章が配置されている。このストライプの旗は、遅くとも1950年から用いられていたビーティヒハイム市の旗から引き継いだものである。

### 姉妹都市
ビーティヒハイム＝ビシンゲンは、以下の都市と姉妹都市協定を結んでいる。
| 姉妹都市             | 行政区画             | 国             | 締結年 |
| -------------------- | -------------------- | -------------- | ------ |
| 草津町               | 群馬県               | 日本           | 1962   |
| シュシー＝アン＝ブリ | ヴァル＝ド＝マルヌ県 | フランス       | 1967   |
| サリー・ヒース       | サリー               | イギリス       | 1971   |
| セクサールド         | トルナ県             | ハンガリー     | 1989   |
| オーバーランドパーク | カンザス州           | アメリカ合衆国 | 1999   |

日本の街、草津町との姉妹都市協定は、1849年にビーティヒハイムで生まれたエルヴィン・フォン・ベルツに由来する。彼は東京帝国大学に教授として赴任し、天皇家の侍医として含硫黄温泉を治療法として見出し、この街を温泉地として有名にした。
パリのバンリューに位置するシュシー＝アン＝ブリやロンドンの入り口に位置するサリー・ヒースとの姉妹都市協定は、1960年代から1970年代になされたドイツと西ヨーロッパとの多くの姉妹都市協定と同様に、和解プロジェクトに基づいたものである。この姉妹都市協定に基づいて、現在も姉妹都市の学校との間で交換留学が行われている。
冷戦時代でありながら、南ハンガリーの都市セクサールドとの姉妹都市協定は軌道に乗った。それは、ワルシャワ条約機構の国と交流を開くことで、国際協調に貢献できるという確信に基づいたものであった。
ビーティヒハイム＝ビシンゲンは1999年に最も新しい姉妹都市協定をアメリカ合衆国カンザス州の大都市オーバーランドパークとの間で締結した。これに先立ち、市立音楽学校とシャウニー・ミッション・スクールのオーケストラとの間で20年以上にわたって交換留学が行われていた。交換留学は現在も継続されている。

### 援助・保護関係
本市の新しい住民の多くは、チェコ、オロモウツ州イェセニーク郡のズラテー・ホリから逐われた人々であったため、ビーティヒハイム市は1965年に、フルビー・イェセニーク（山地）のこの街に対する援助・保護を引き受けた。

### 友好的交流
1974年から北イタリアの町ポンテロンゴ（ヴェネト州パドヴァ県、人口4,000人）との間で友好的な交流を行っている。これはビーティヒハイム＝ビシンゲンとポンテロンゴからの出稼ぎ労働者との間の交流に端を発している。
もう一つの友好関係は、同じくイタリア、南チロルの町アンドリアーノ（トレンティーノ＝アルト・アディジェ州ボルツァーノ自治県、人口900人）とのものである。この交流は、かつてのビシンゲン町議会議員ラインホルト・マールに由来する。彼は戦時中この地に捕虜として収監されており、新たな友情を育んだ。
同じ名前を持つバーデンのビーティヒハイムとビーティヒハイム市（現在のビーティヒハイム＝ビシンゲン市）は、1967年から友好関係を結んでいた。毎年7月末から8月初めに開催されるバーデンのビーティヒハイムのフォルクスフェスト（民衆祭）と9月初めのシュヴァーベンのビーティヒハイムのプフェルデマルクト（馬市）には相互訪問を行っている。

## 文化と見所

### 建築
本市の象徴的建造物であるビーティヒハイムの高架橋は、1851年4月から1853年10月までの間にカール・エッツェルによってローマの水道橋の様式で建設された。高架橋の上をヴェストバーン（西鉄道）のビーティヒハイム - ブルーフザール区間が通っている。ビーティヒハイム＝ビシンゲン駅の近くに、高さ約 70 m のスカイ＝ホーホハウスがある。

#### ビーティヒハイム旧市街

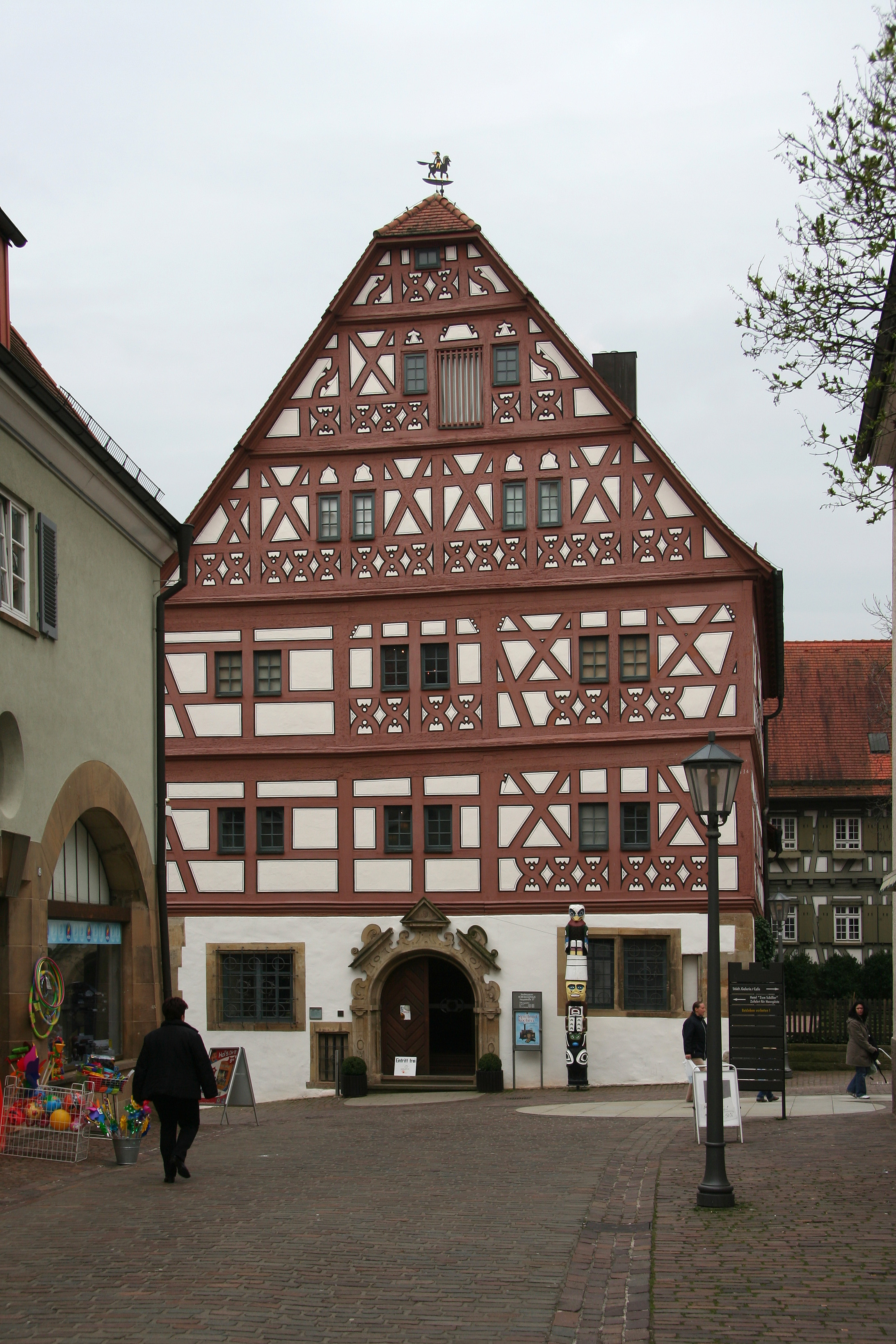
ホルンモルト邸

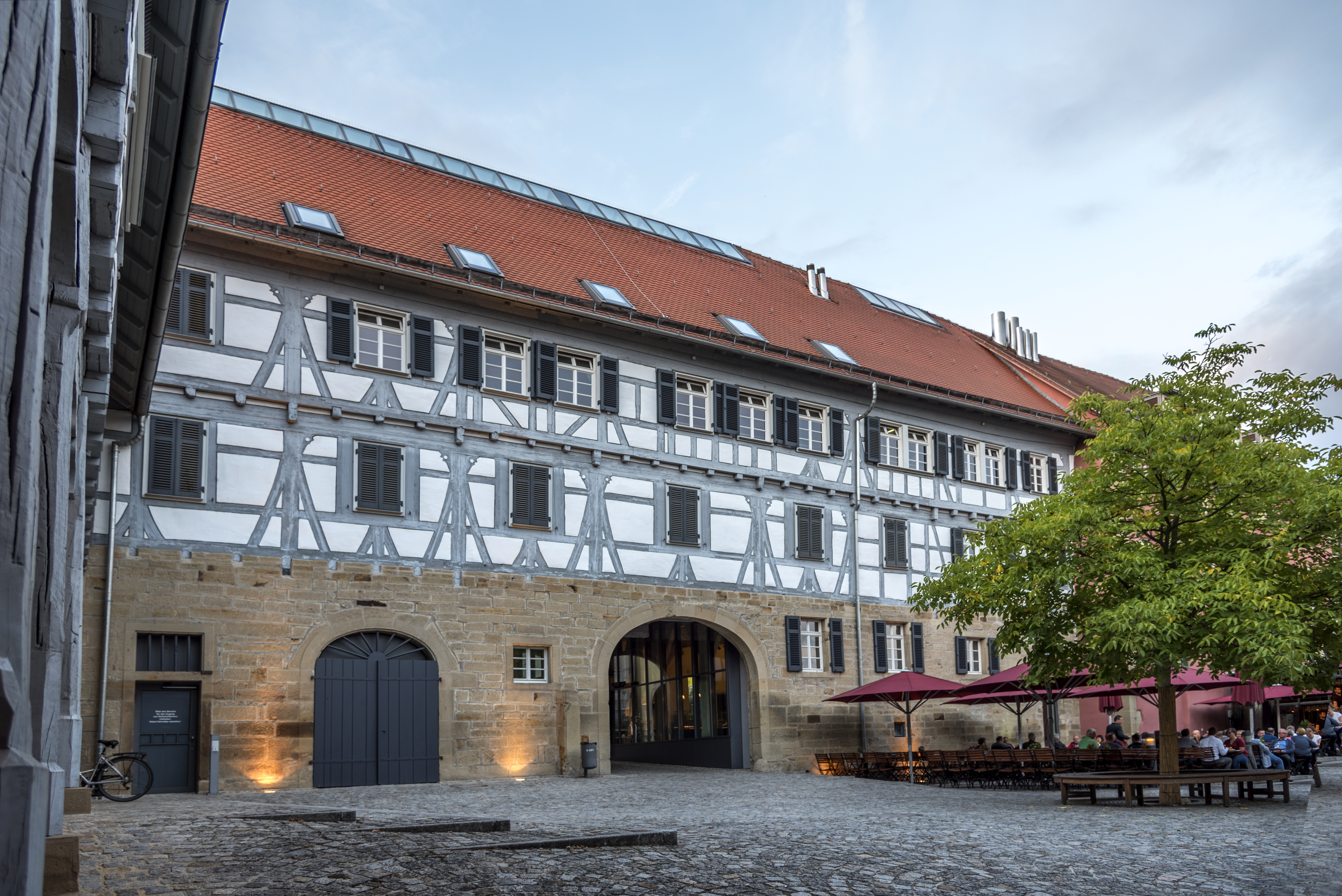
ビーティヒハイム城。中庭側

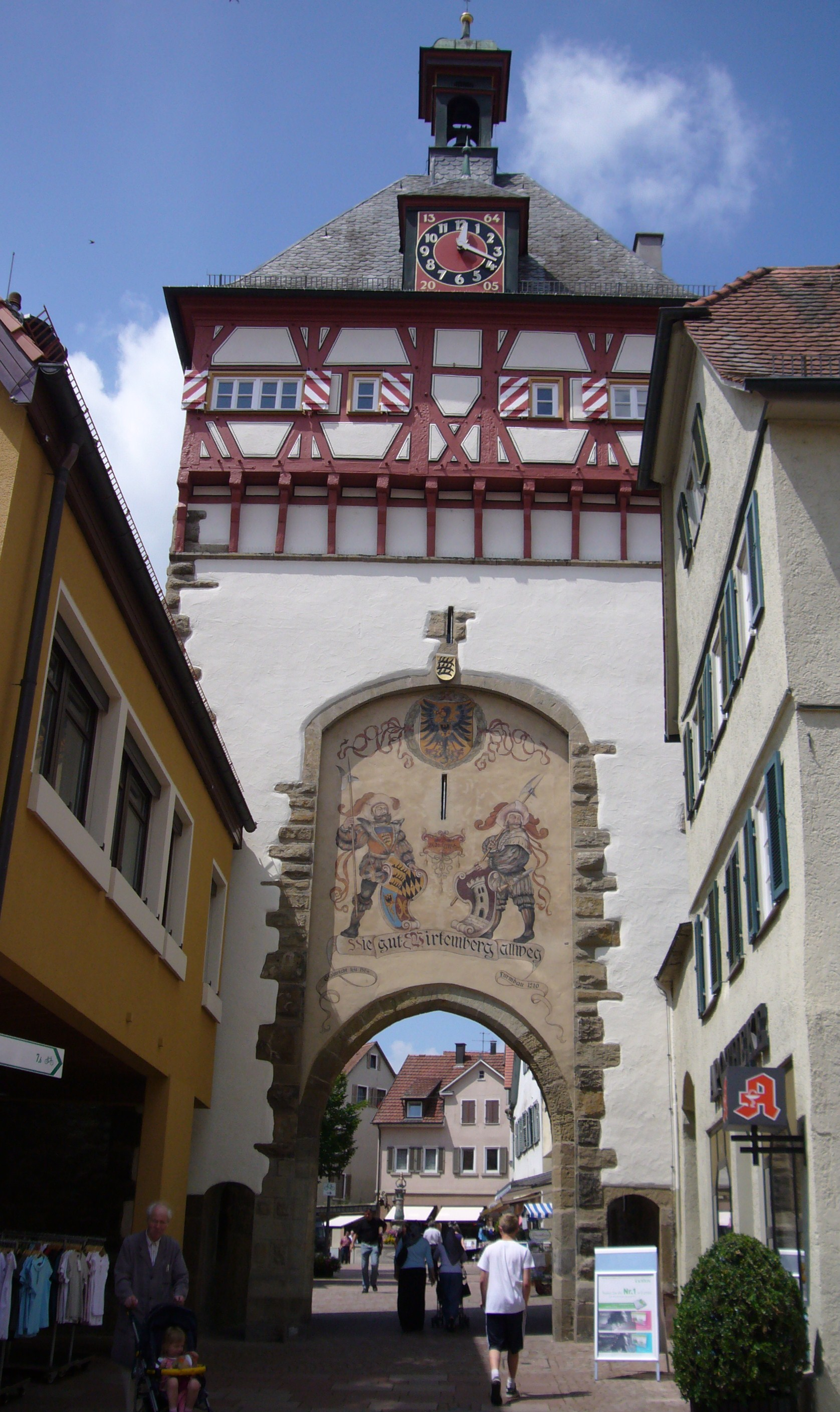
ウンテーレス・トーア

ビーティヒハイムの最も重要な建築が、ホルンモルト邸である。これは南ドイツで最も良好な状態で保存されているルネサンス様式の民家の1つである。この建物は1535年/36年にゼバスティアン・ホルンモルト（父）によって建設された。特別な見所は、ルネサンス時代の屋内の彩色である。この建物には現在、市立博物館が入居している。
ビーティヒハイム市（1974年末まで）および合併後（1975年から）のビーティヒハイム＝ビシンゲン市の市庁舎は、1507年に建造された。18世紀から前面にからくり時計が取り付けられている。これは、通常の時計に現在の月齢を示すディスクが取り付けられている。1546年に建設されたビーティヒハイムの学校は、2000年から2002年に完全に修復された。この建物は現在、音楽学校および市民大学野甫か、様々なイベント会場や飲食店として利用されている。
旧市街全域が数多くの木組み建築に彩られている。既述のホルンモルト邸の他、ラテン語学校（1476年建造）やフィジカート（1568年建造）が優れている。エルベ川からボーデン湖に至るドイツ木組みの家街道がビーティヒハイム＝ビシンゲンを通っている。
1506年に建設されたビーティヒハイム城は、ヴュルテンベルクのアムト役所として利用された。この建物は、ビーティヒハイムがヴュルテンベルクのアムト都市に昇格した結果である。1542年に現存する状態に増築がなされた。1707年の火災後、5年間でこの城館は再建された。19世紀から千年紀の変わり目まで、税務署がこの建物に入居していた。4年間かけての改修（2000年 - 2003年）後、この城館はカルチャーハウスとして利用されている。
中世の都市防衛施設はかなりの要素が現存している。都市防衛の北東の隅櫓として利用された、15世紀に建設された、空中回廊を持つプルファー塔（火薬塔）はその1つである。この塔の都市に向いた側は大きく開いており、このためこの塔は敵に征服された後、都市に対する要塞として利用することができない。市は、1821年にこの塔を無用のものであると判断して隣のパン屋ヨハン・クリストフ・ミュラーに売却したが、最終的には1950年にミュラーの子孫から再び買い戻した。このためプルファー塔は一般には「ベッケンミュラース・トゥルム」（パン屋のミュラーの塔）とも呼ばれている。
1463年から1467年に周辺で最初の石橋としてマルクグレーニンゲンの教会建築家アーベルリン・イェルクの指導で建造された旧エンツ橋はエンツ川とメッター川の合流地点に架けられた。この橋は、当時躍進中であったこの街の交通の魅力を強化した。橋を利用するための通行税の一種である「ブリュッケンゲルト」の助けにより、莫大な建造費や維持費はまかなわれていた。この橋は、1945年に退却するドイツ軍によって爆破されるまで、エンツ川の度重なる洪水に耐えた。この橋は戦後すぐに再建された。古いエンツ橋は、メッター川部分のアーチだけが遺されている。
旧市街の北端に位置する福音主義市教会は1400年頃に城内礼拝堂の祭壇の上に建設された。教会の北面に接するビーティヒハイム城のベルクフリートは鐘楼として利用された。この教会は1496年に教区教会としての役割をペータース教会（現在の墓地教会）から引き継いだ。1542年に城の塔が倒壊したことで、市教会は一部が破壊された。その後身廊が拡張された。1891年/92年にハインリヒ・ドルメッチュ（1846年 - 1908年）によってゴシック化されたが、1972年から1974年に元に戻された。
市教会の隣に地主の中央（城内）ケルター（ブドウ搾り所）がある。1542年の塔の崩壊により破壊された後、現在の大きさに拡張された。1762年に落雷による火災で焼失した直後、4基のブドウ圧搾機のためのトラス構造を有する寄棟造で、内部に支柱のないケルターが建設された。1983年/84年に改修と、イベントスペースへの改築が行われた。
かつての4つの市門のうち唯一現存するのが、14世紀の終わり頃に建設されたウンテーレス・トーア（下の門）である。この楼門は元々プルファー塔と同じような開放的な構造の塔であったが、1500年頃に木組みの壁によって塞がれた。16世紀に鐘を有する明かり取りが増築され、毎晩門の閉鎖を告げることができるようになった。現在の脇の歩行者用通路は、かつての狭間を1930年代初めに改造したものである。門の外側の銘文は「Hie gut Wirtemberg allweg」と記されている。

#### ビシンゲン

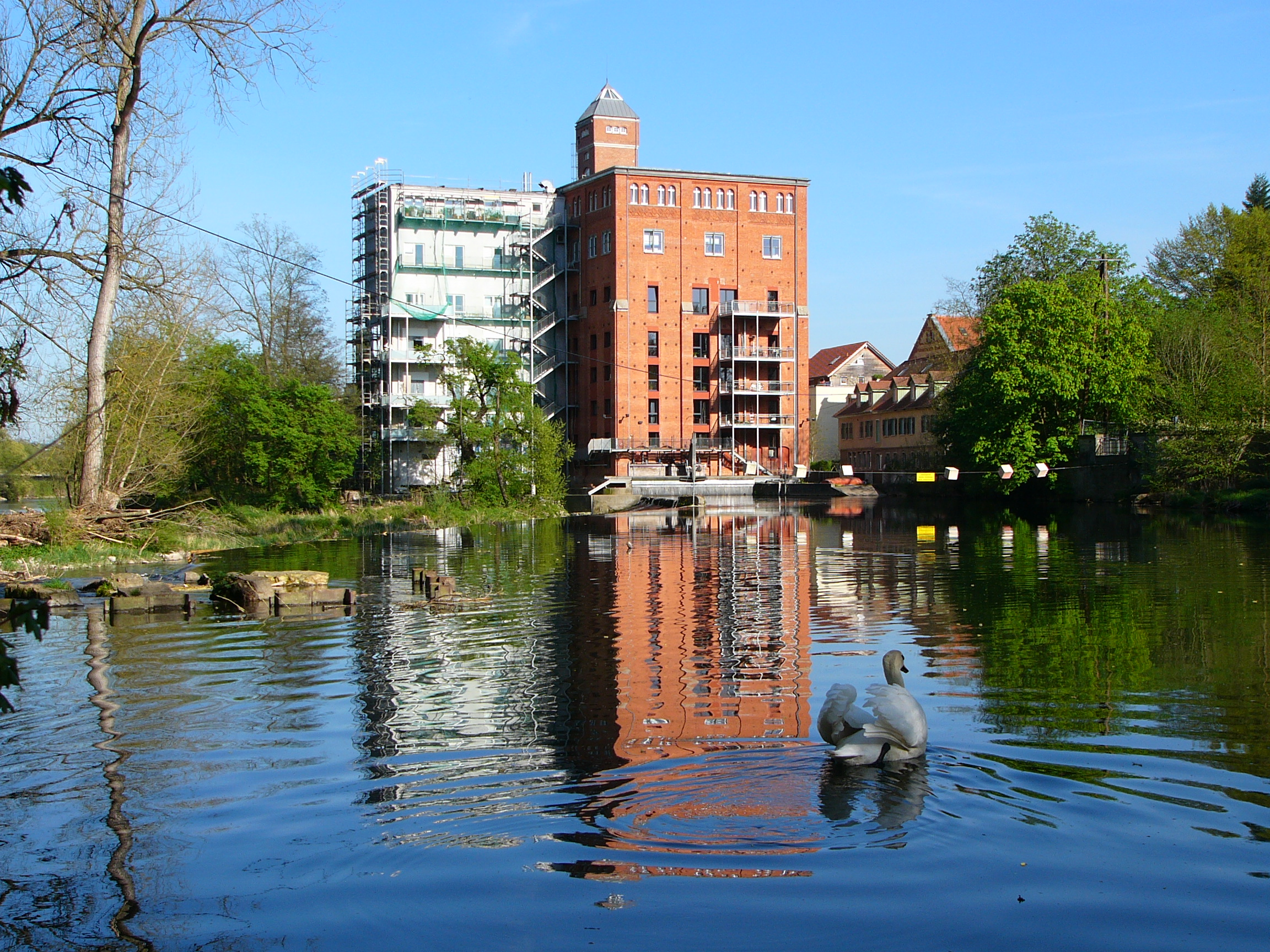
ロンメル水車

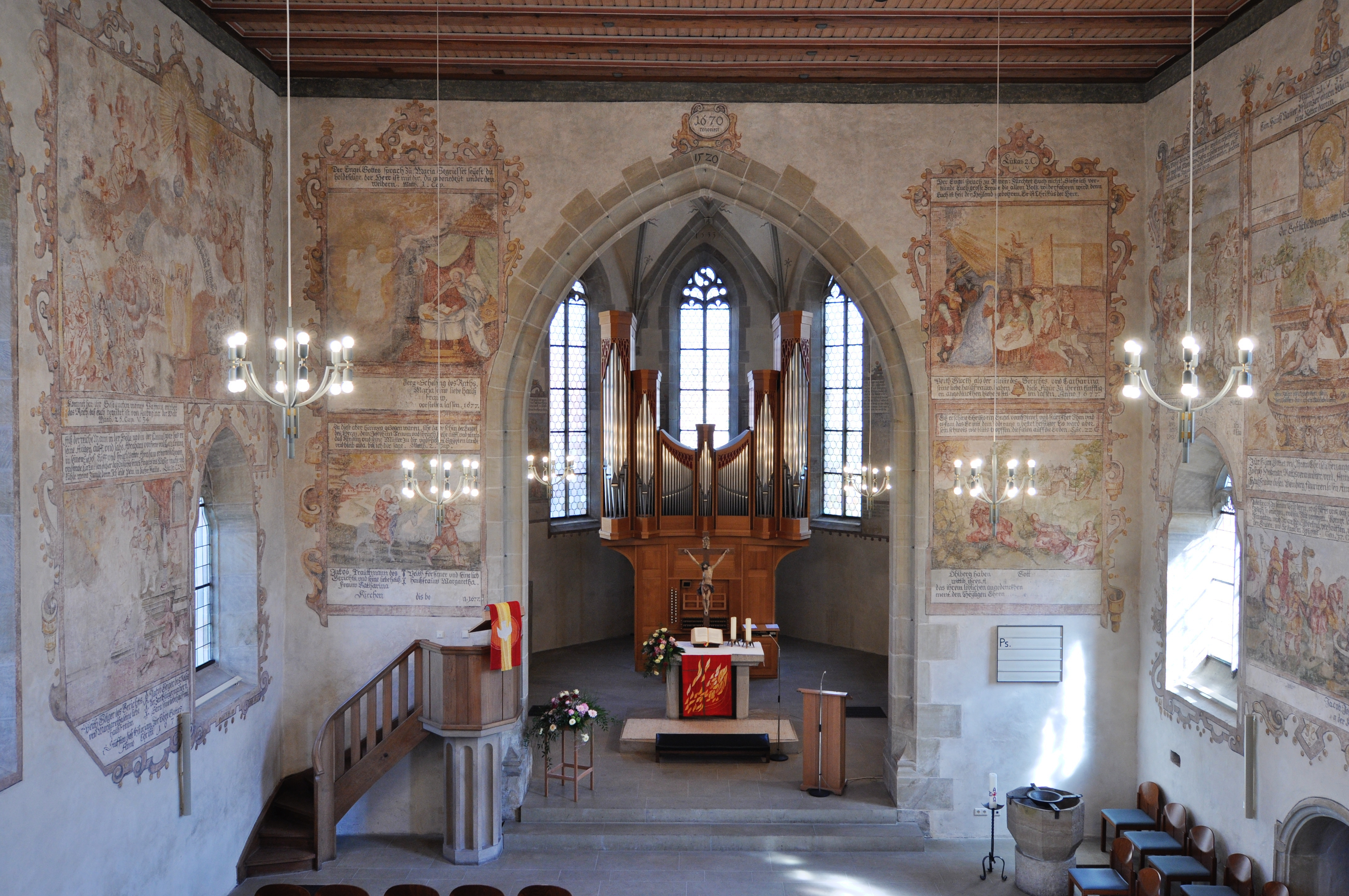
フレスコ画描かれたキリアン教会の内部

工業化初期の水力の利用を示す証拠が、1904年に建設されたロンメル水車である。これは当時8階建ての巨大な水車であった。1996年の稼働停止後、この建物はエコロジカルに工夫された住居兼オフィスビルに改築された。
後期ゴシック様式のキリアンス教会は、1517年から1520年に建設された。この教会は、17世紀のフレスコによる有名な堂内壁画が際立っている。壁画は1677年と1691年になされた。宗教改革後のこの絵画は、例外なく聖書のモチーフを描いている。
新しい町役場は1968年に建設された。建築家オスタータークによって建設されたこの建物は、青いタイル張りのファサードを持つ立方体の建物でありながら、非対称の構造を持つ。この建物は、隣のより大きな街であるビーティヒハイムと合併する1975年の少し前に建てられ、しばしばビシンゲン独立のシンボルと解釈される。旧町役場も現存している。
現存する最も印象的なビシンゲンの民家がウンテラー・ファッターシェ・ホーフである。この屋敷は17世紀に建設された。この屋敷は、かつての大きく、集約的な農場建築の遺構である。

#### ウンテルムベルク
ウンテルムベルクの歴史的な中心街の隣に、アルトザクセンハイムの遺構がある。この遺構はザクセンハイム市に属す。このザクセンハイム領主家の城は、おそらく13世紀または14世紀初めに建設された。アルトザクセンハイムの近くに城に付属したモイゼ塔（トュルムレ）が見える。1574年に再建されたこの石造の円塔は古くは防衛拠点として、後に郵便馬車の街道として利用されたグロースザクセンハイムからレンミヒハイムを経由してマルクグレーニンゲンに至る邦有道の税関として利用された。

#### メッターツィンメルン
メッターツィンメルンの現存する最も古い建物は1599年建造のクロスターホーフである。ガルブルネン前の家も見所である。この家は17世紀に建造され、1983年に修復された民家である。1809年に建設された村役場は、1930年の合併によりその機能を失った。ユーゲントシュティールの聖ミヒャエル教会は1906年に完成した。先代のゴシック教会は1905年に落雷によって破壊された。

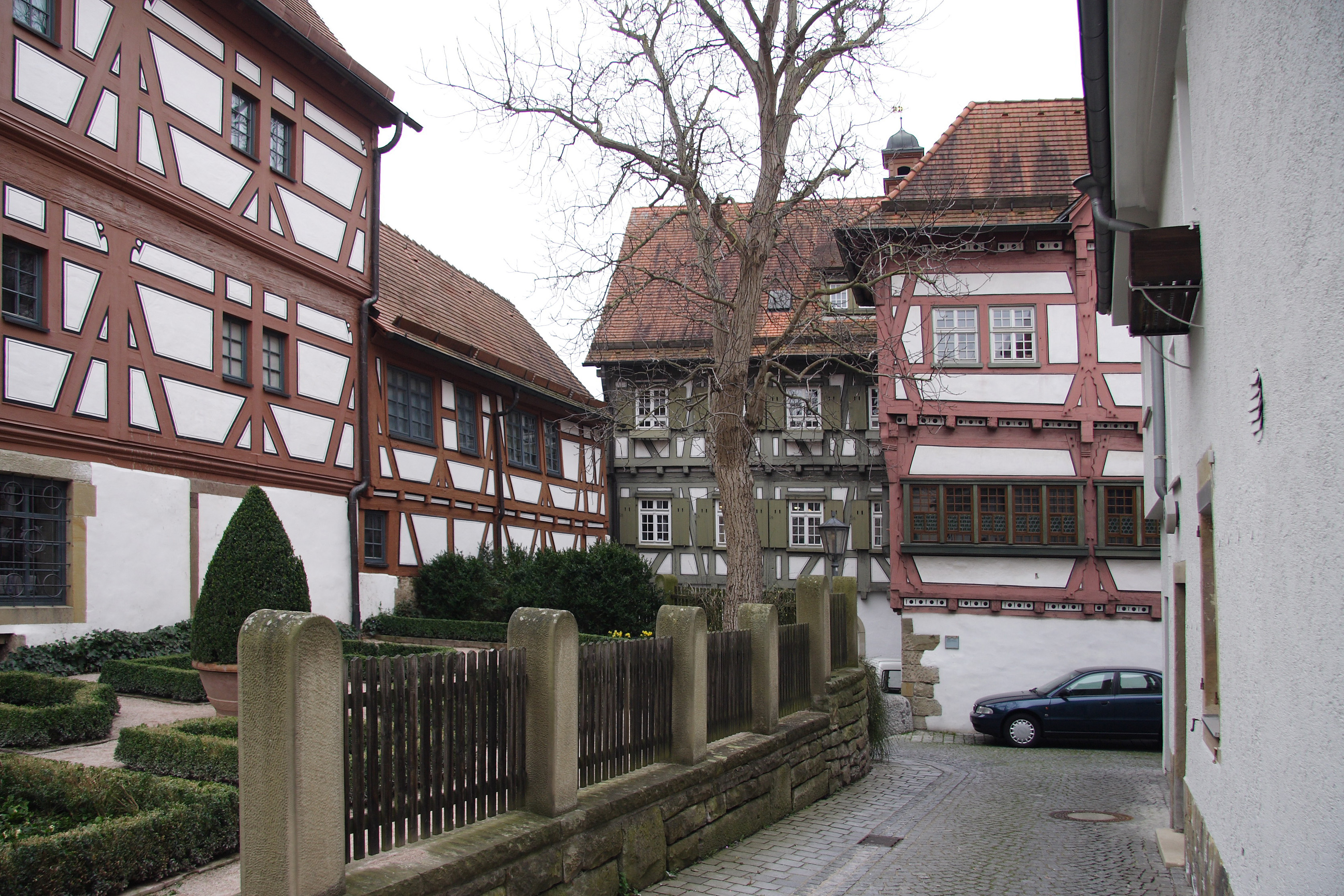
木組み建築が立ち並ぶホルンモルトハウスの裏通り
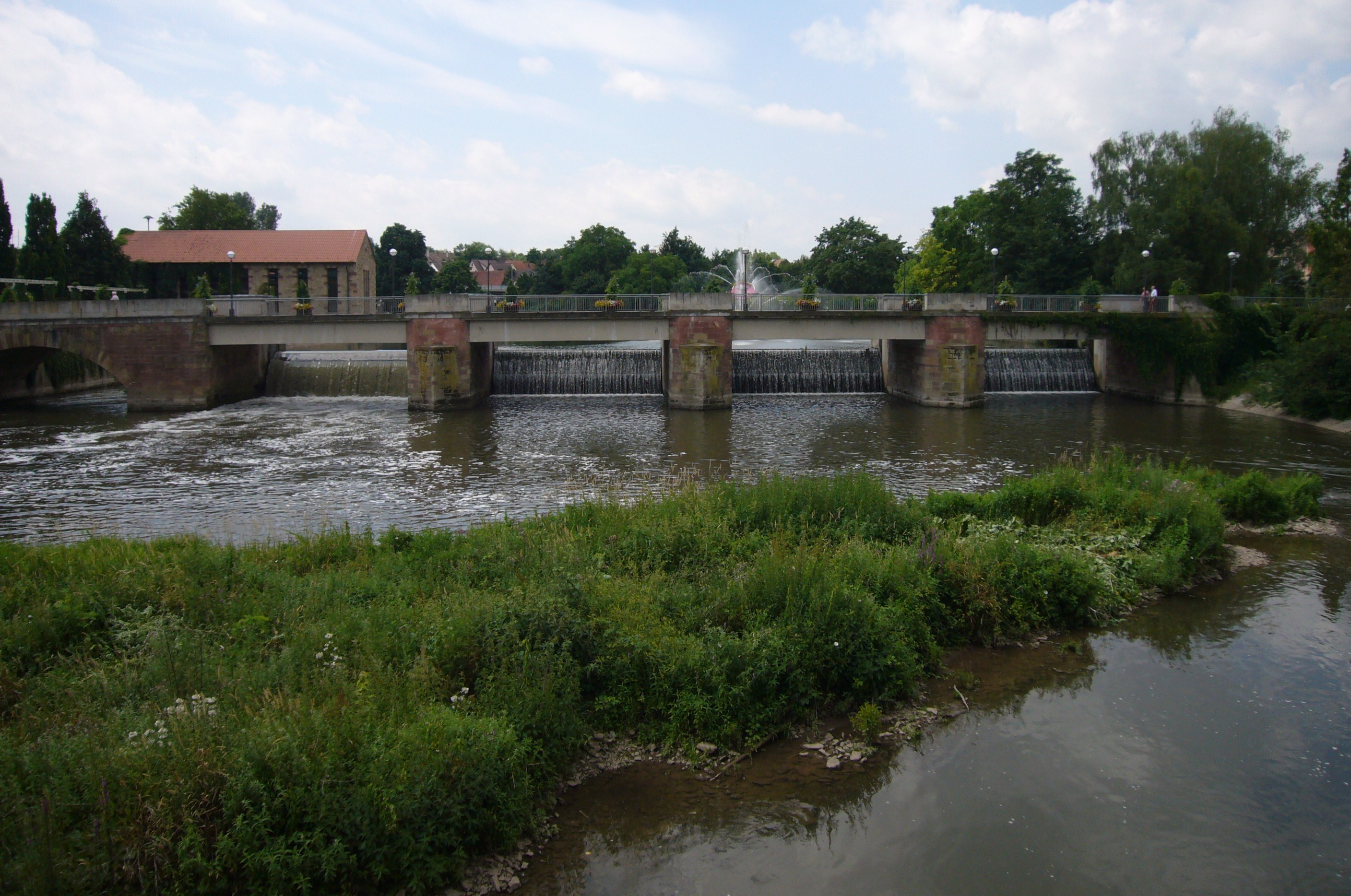
エンツ川とメッター川の合流点に架かる旧エンツ橋
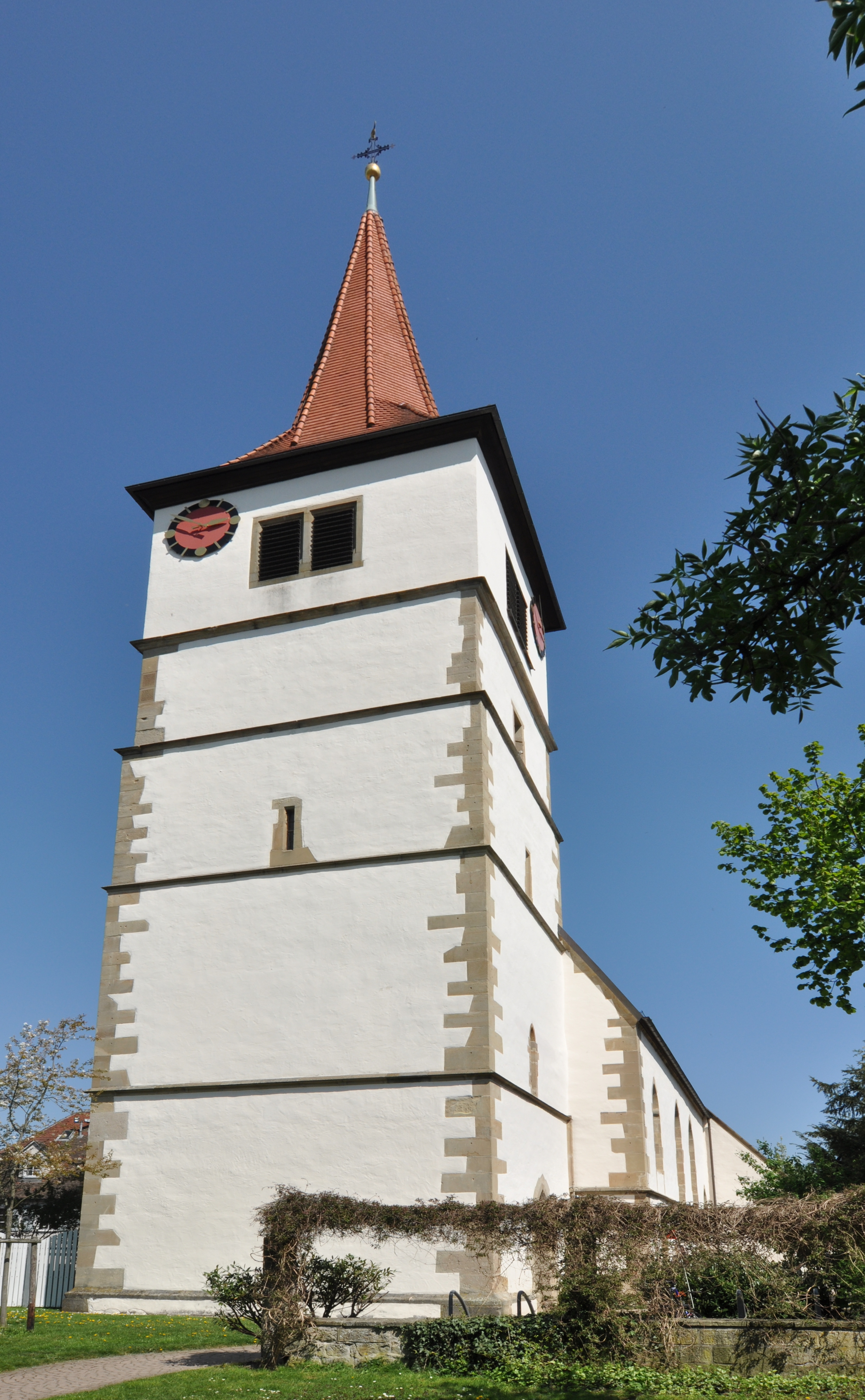
ビシンゲンのキリアンス教会の外観
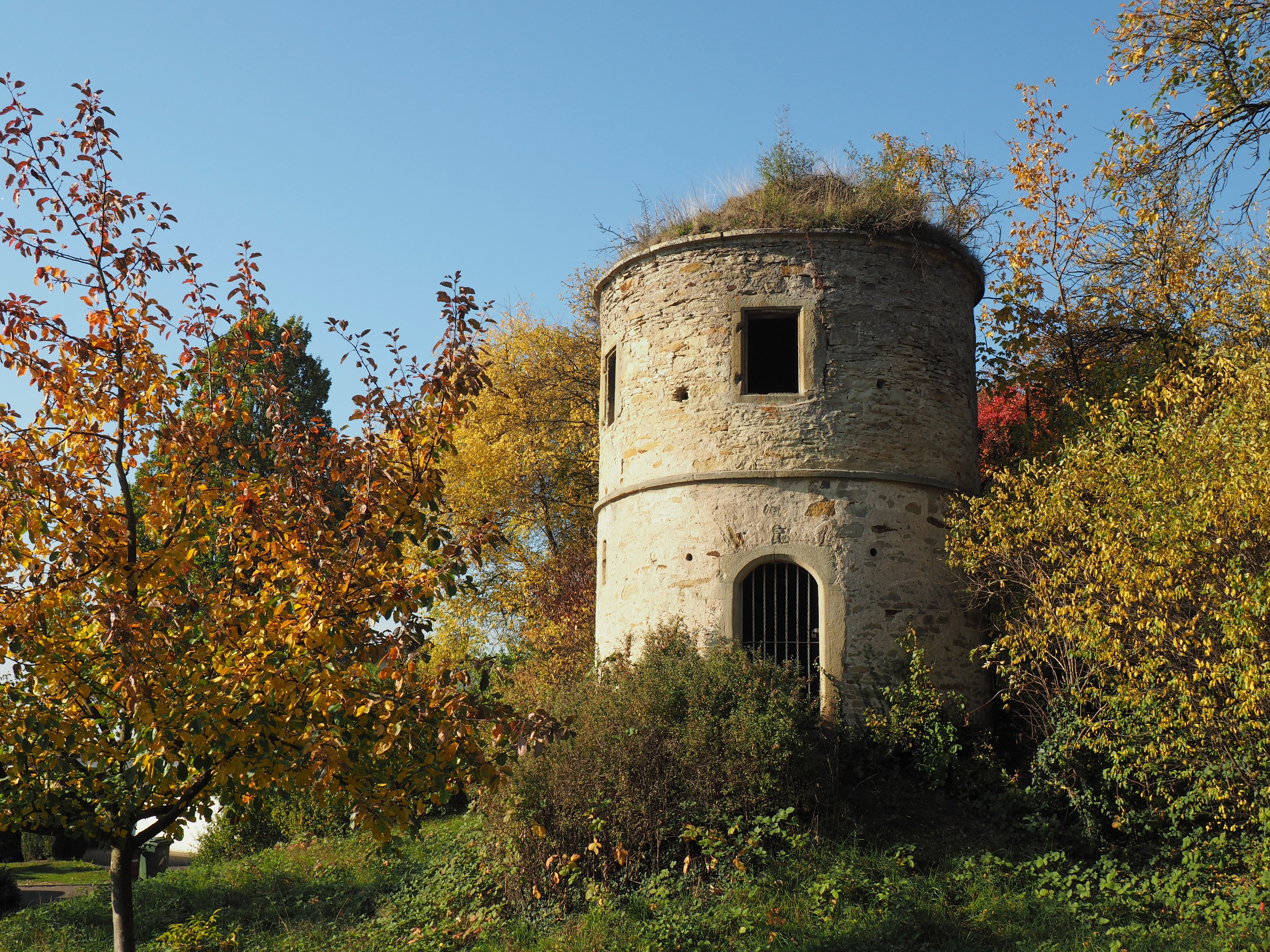
ウンテルムベルクの中心部の西にあった廃村近郊に建つ「トュルムレ」
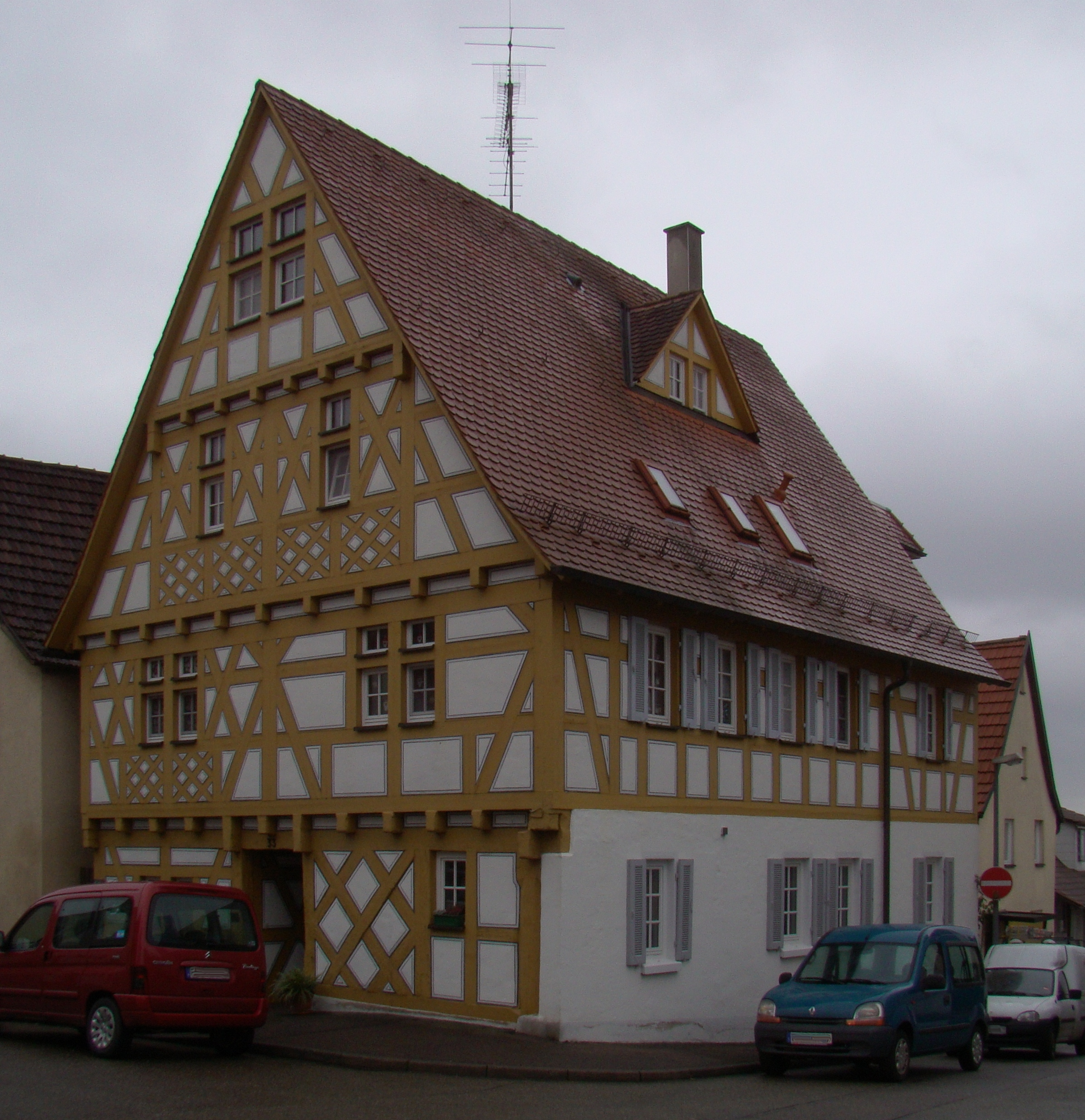
ガルブルネン前の家
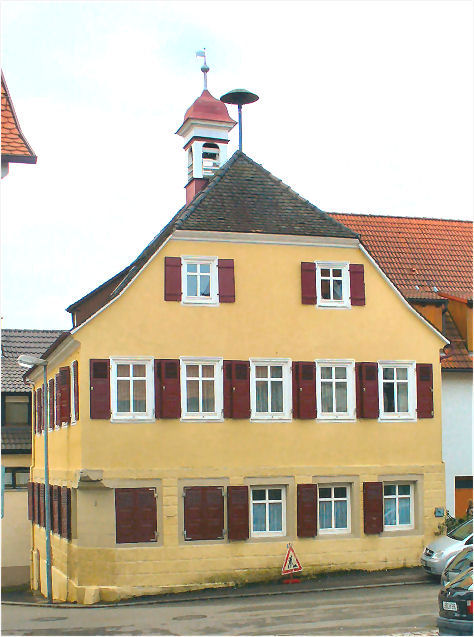
メッターツィンメルンの旧村役場
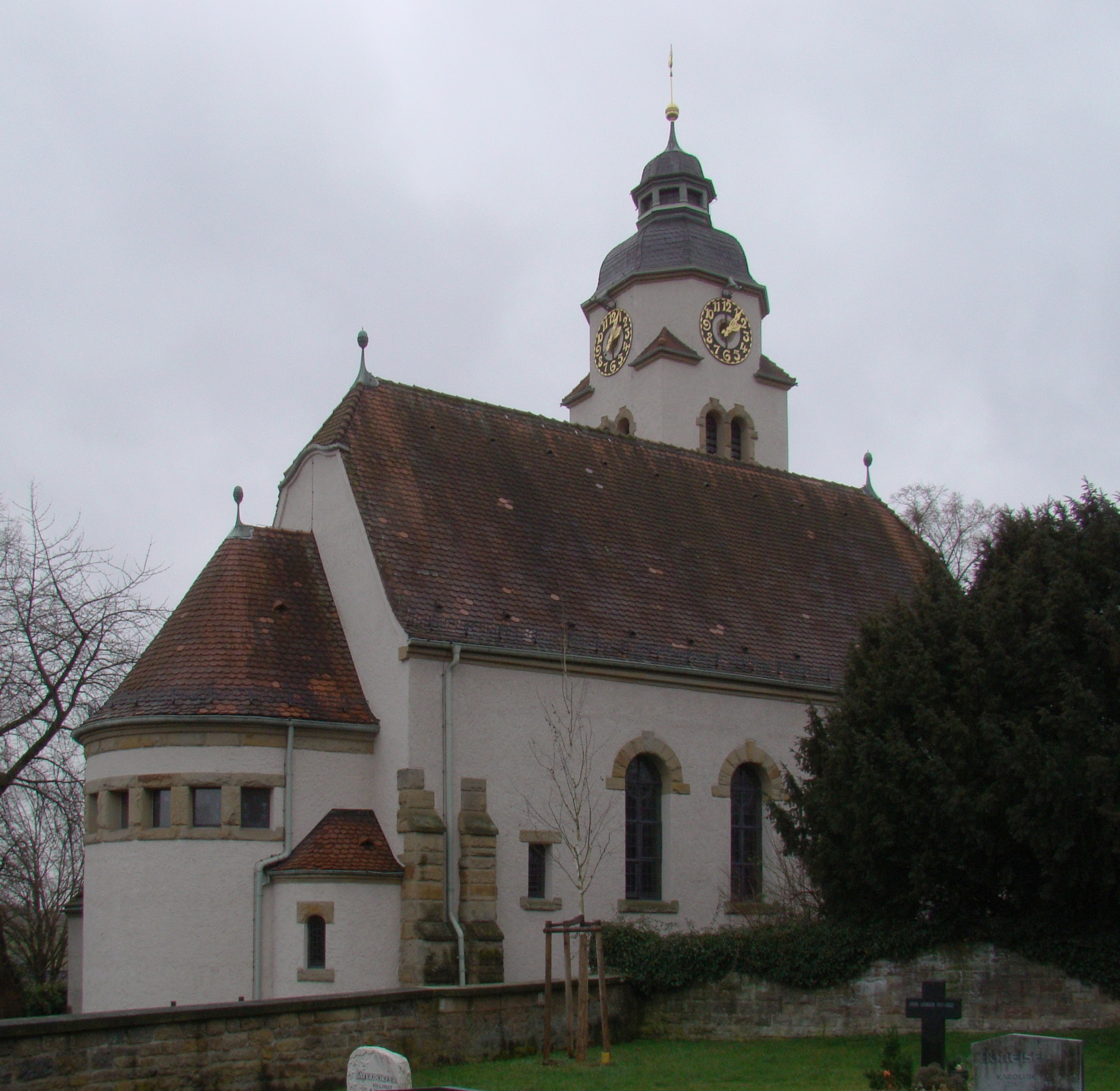
メッターツィンメルンの聖ミヒャエルス教会

### 芸術

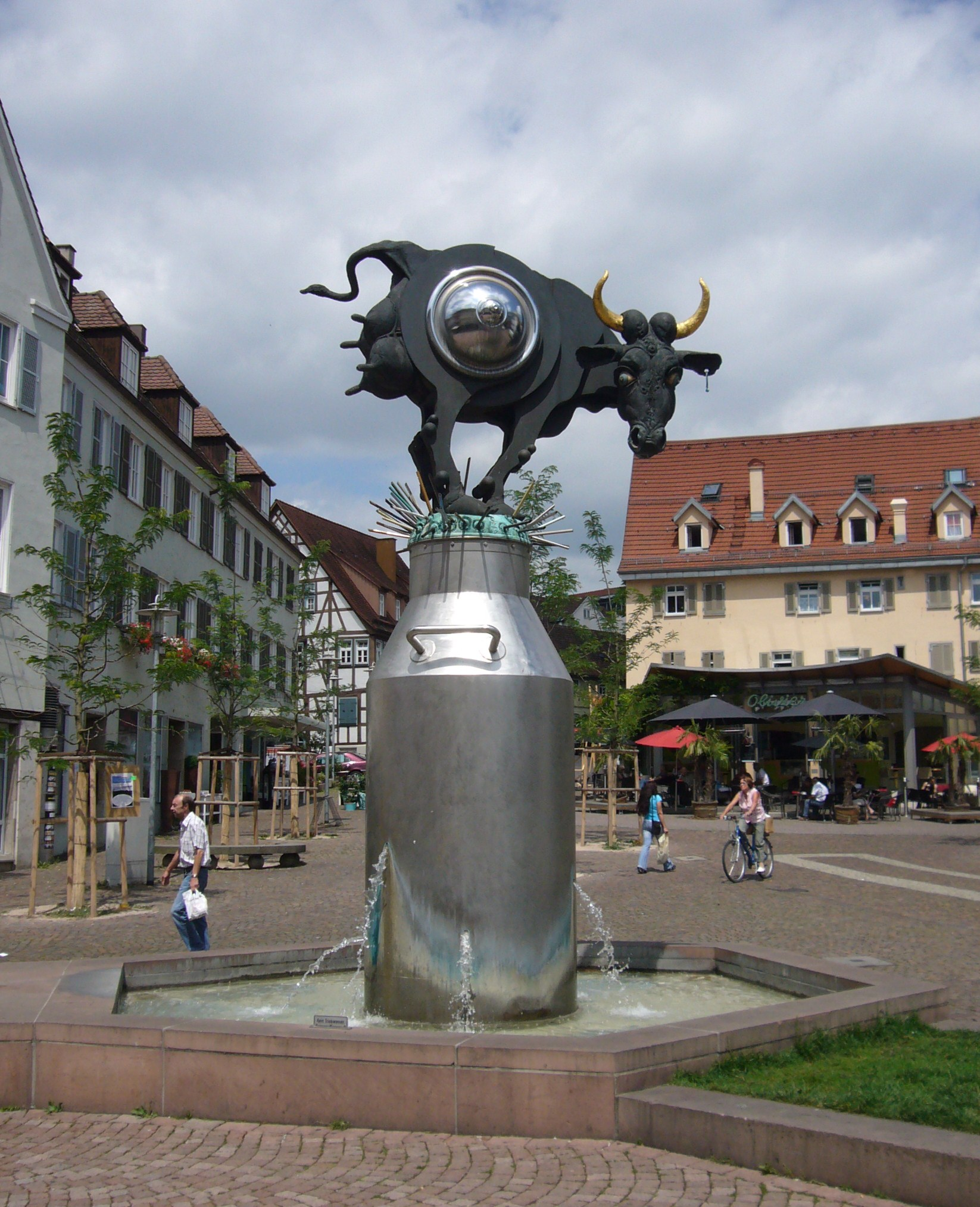
ユルゲン・ゲルツの Ku(h)riosum

画家で彫刻家のリヒャルト・ホーリー（1902年 - 1995年）は、長年この街のフェウゼンガルテン＝ガレリーに住んだ。その作品は非常に多面的で、馬の描写から宗教や宇宙にまで及ぶ。彼は多くの展覧会を行った。
作家のオットー・ロムバッハ（1904年 - 1984年）も長年にわたりビーティヒハイムに住み、活動した。市立図書館は彼の名を冠している。

#### ビーティヒハイム＝ビシンゲン彫刻ツアー
歴史的中心街の再開発に伴い、1980年代から有名芸術家の現代作品による芸術アンサンブルが形成されている。現在では、ユルゲン・ゲルツの「Ku(h)riosum」、アルフレート・フルドリチュカの「ディートリヒ・ボンヘッファーの肖像」、カール＝ヘニング・ゼーマンの「おしゃべりな女たち」、グンター・シュティリングの「ヤヌスの門」といった作品で全国的に知られている。

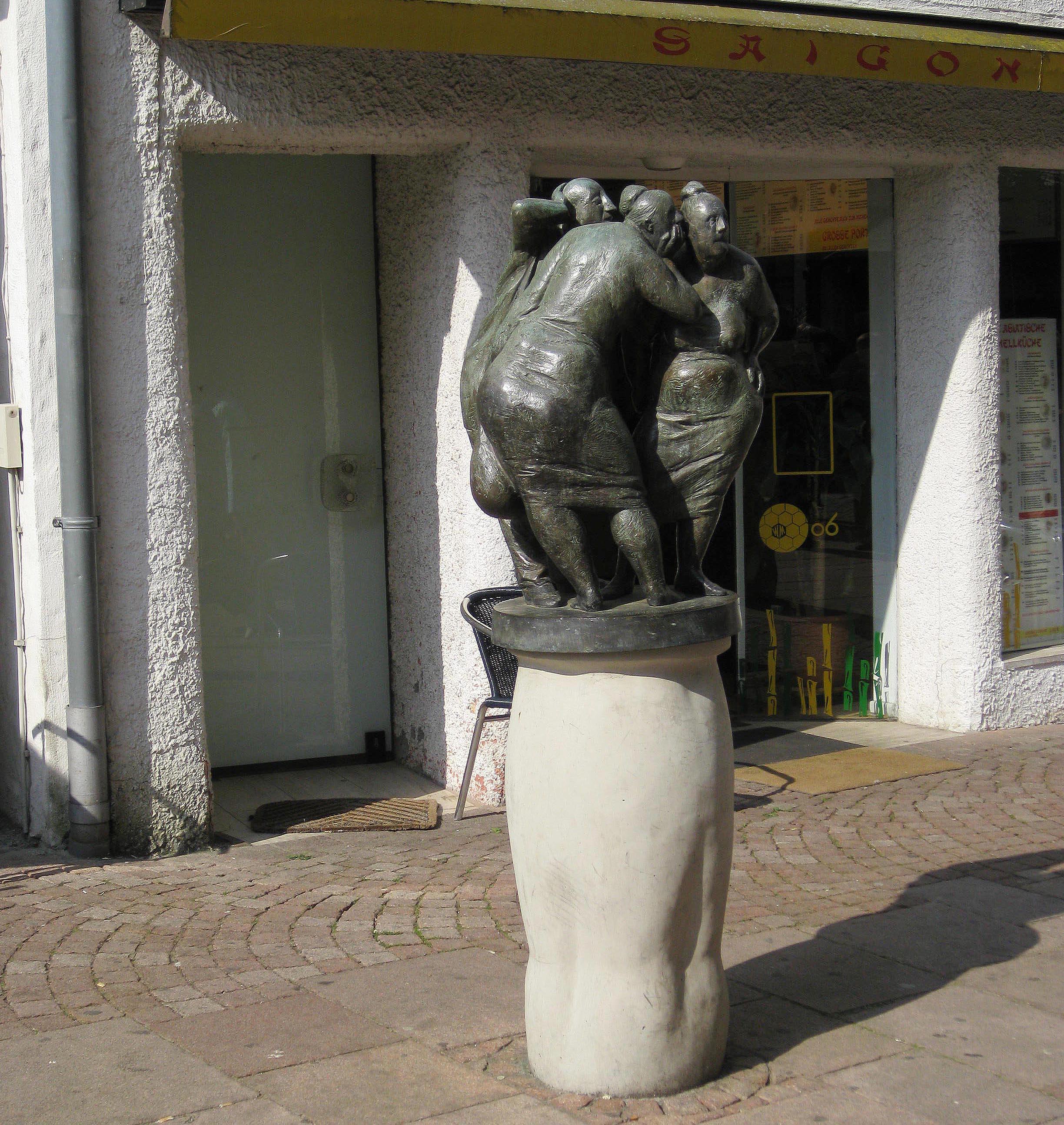
カール＝ヘニング・ゼーマンの「おしゃべりな女たち」
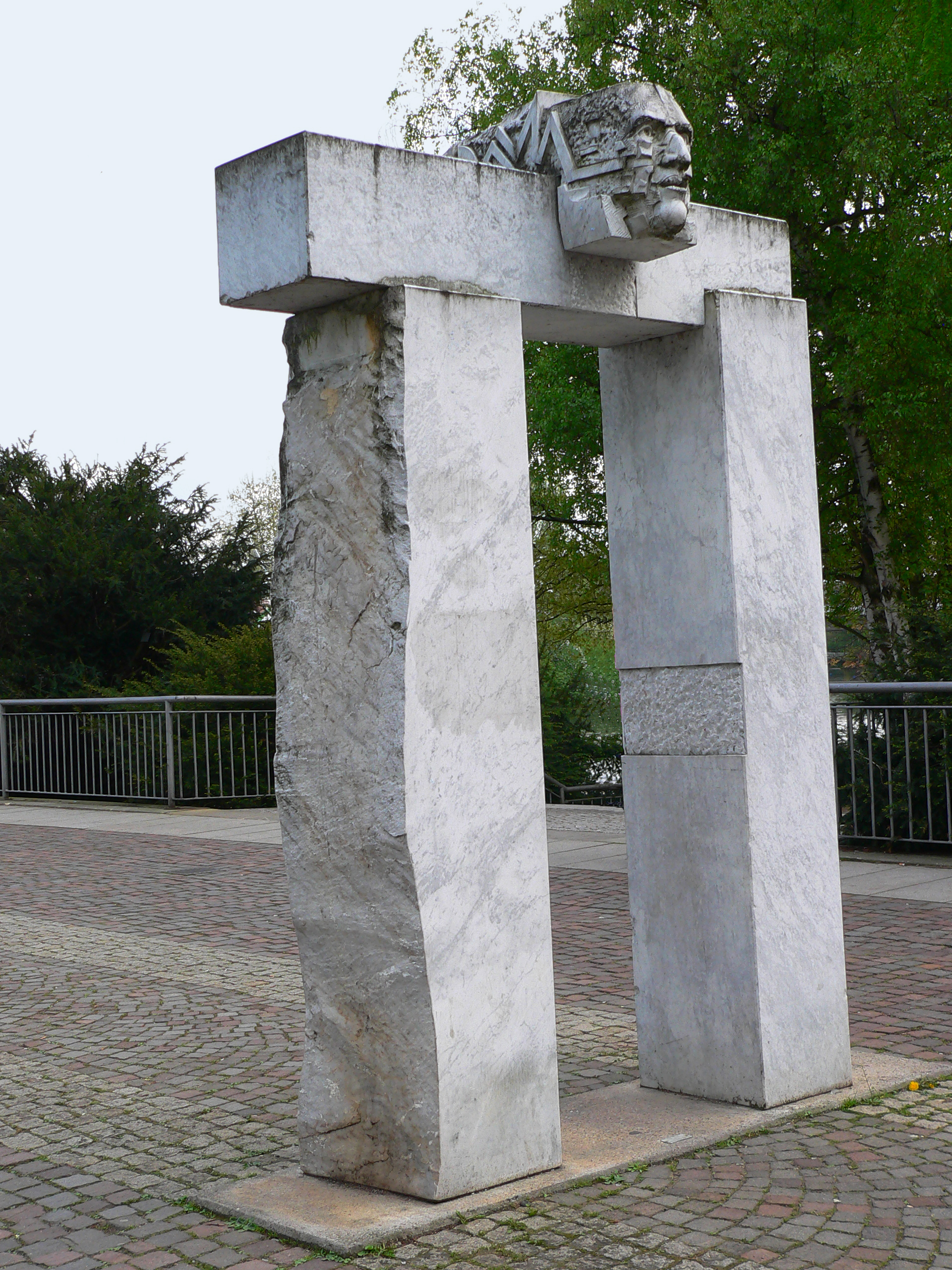
グンター・シュティリングの「ヤヌスの門」

#### 市立ギャラリー
旧市街中心部のギャラリーは、1989年の都市建設1200周年を機に古い穀物倉庫を拡張し、2000年に新館を増築したものである。旧館部分では、リノカットを中心とする市のコレクションの常設展示がなされている。新館では、企画展が開催され、全国的な注目を集める展覧会も行われる（たとえば、2004年シュミット＝ロットルフの水彩画、2005年ピカソのリノカットなど）。3年ごとに、ビーティヒハイム＝ビシンゲン市のグラフィック賞「リノールシュニッテ・ホイテ」（直訳: 今日のリノカット）が授与される。

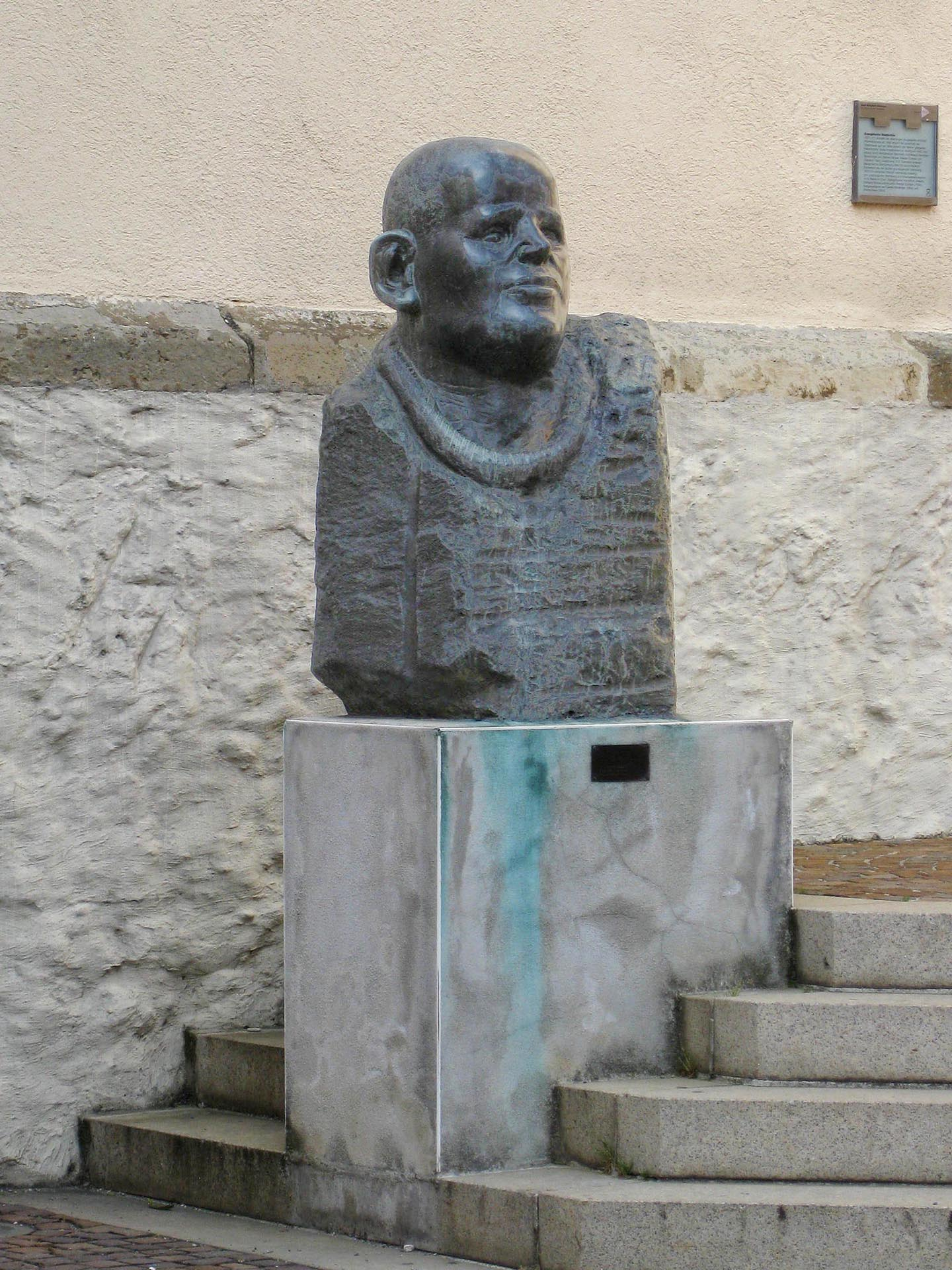
アルフレート・フリドリチュカの「ディートリヒ・ボンヘッファーの肖像」

### 記念碑
ビーティヒハイム市教会前に、ヒトラーに対する抵抗運動家で1945年にフロッセンビュルク強制収容所で殺害されたディートリヒ・ボンヘッファーの、オーストリアの彫刻家アルフレート・フリドリチュカによる記念碑がある。また、聖ペーター墓地には、第二次世界大戦中にドイツに送られ、強制労働の犠牲となった198人の女性、子供、男性を追悼する墓地と記念プレートが設けられている。1989年、この場所にポーランド人生存者が44人の犠牲者の名前を記したプレートを追加した。
2013年の市議会での決定を承けて、ビーティヒハイム＝ビシンゲンでも、2014年から芸術家グンター・デムニヒによる国家社会主義の犠牲者を悼むストルパーシュタイン（躓きの石）の敷設が行われている。ビーティヒハイム＝ビシンゲンの自発的なストルパーシュタイン敷設の発起人は、牧師でかつては州議会議員であったトーマス・ロイシュ＝フライである。2017年10月までに市域全体で9基が設置された。このうち3基はビシンゲン、1基がウンテルムベルクにある。これらは、自由意志で（結果的に）最後にビーティヒハイム＝ビシンゲンの住まいを選び、主に1940年にT4作戦に基づき、グラーフェネック安楽死施設で国家社会主義者によって殺害された人々を追悼している。

### 庭園

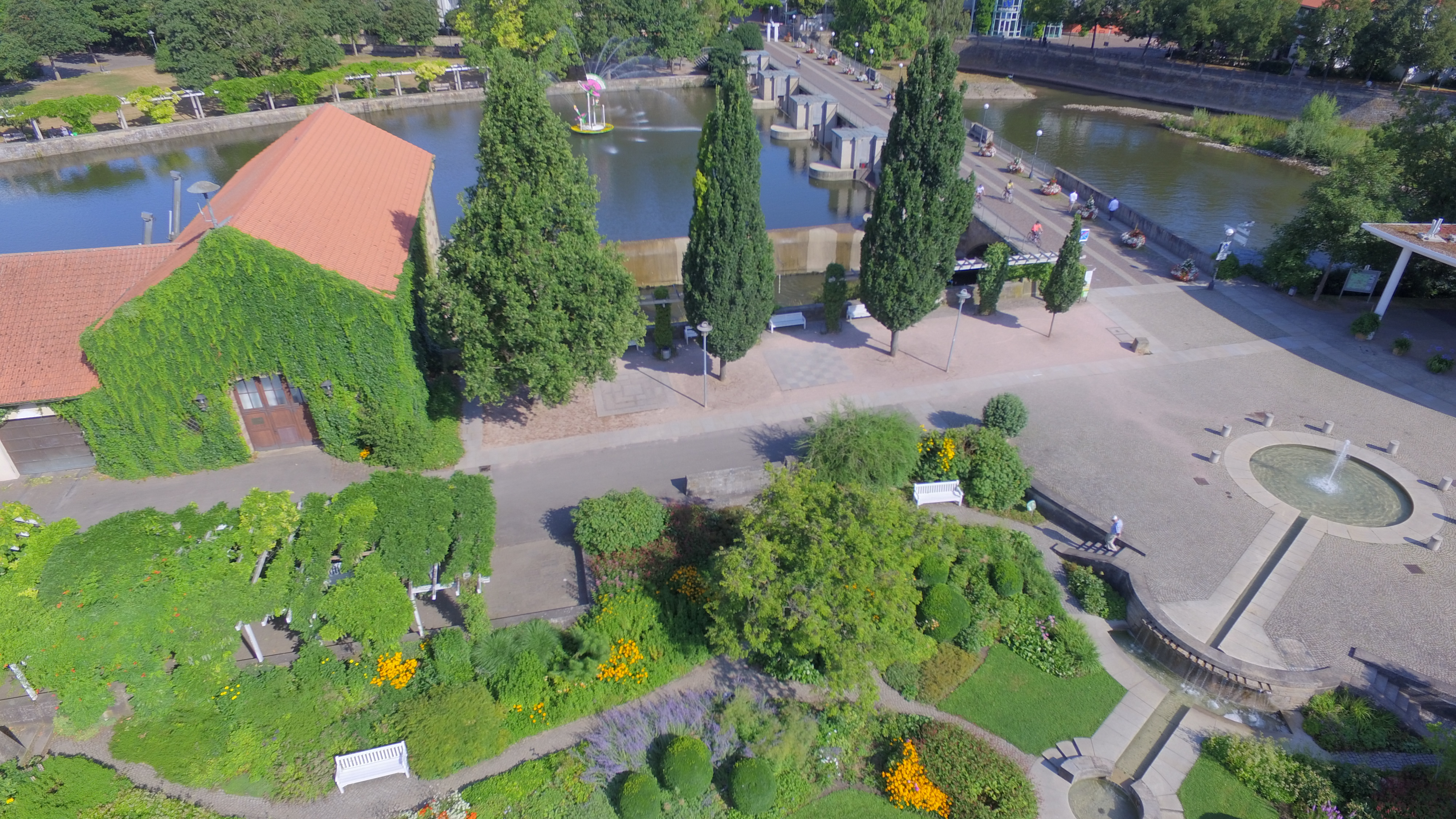
ビュルガーガルテン

1989年にビーティヒハイム＝ビシンゲンでバーデン＝ヴュルテンベルク州庭園博が開催されたのを契機に（この年は市の1200年記念の年でもある）、ビーティヒハイム旧市街の端に「ビュルガーガルテン」（市民庭園）が造営された。この庭園は、大きな芝生広場があり、園内の小径に沿って様々な種類の樹木が植えられ、主に夏に稼働する噴水や水盤から水盤へ流れ落ちる流水がある。現在ビュルガーガルテンは憩いの場となっており、時には子供たちの水浴びに使われている。

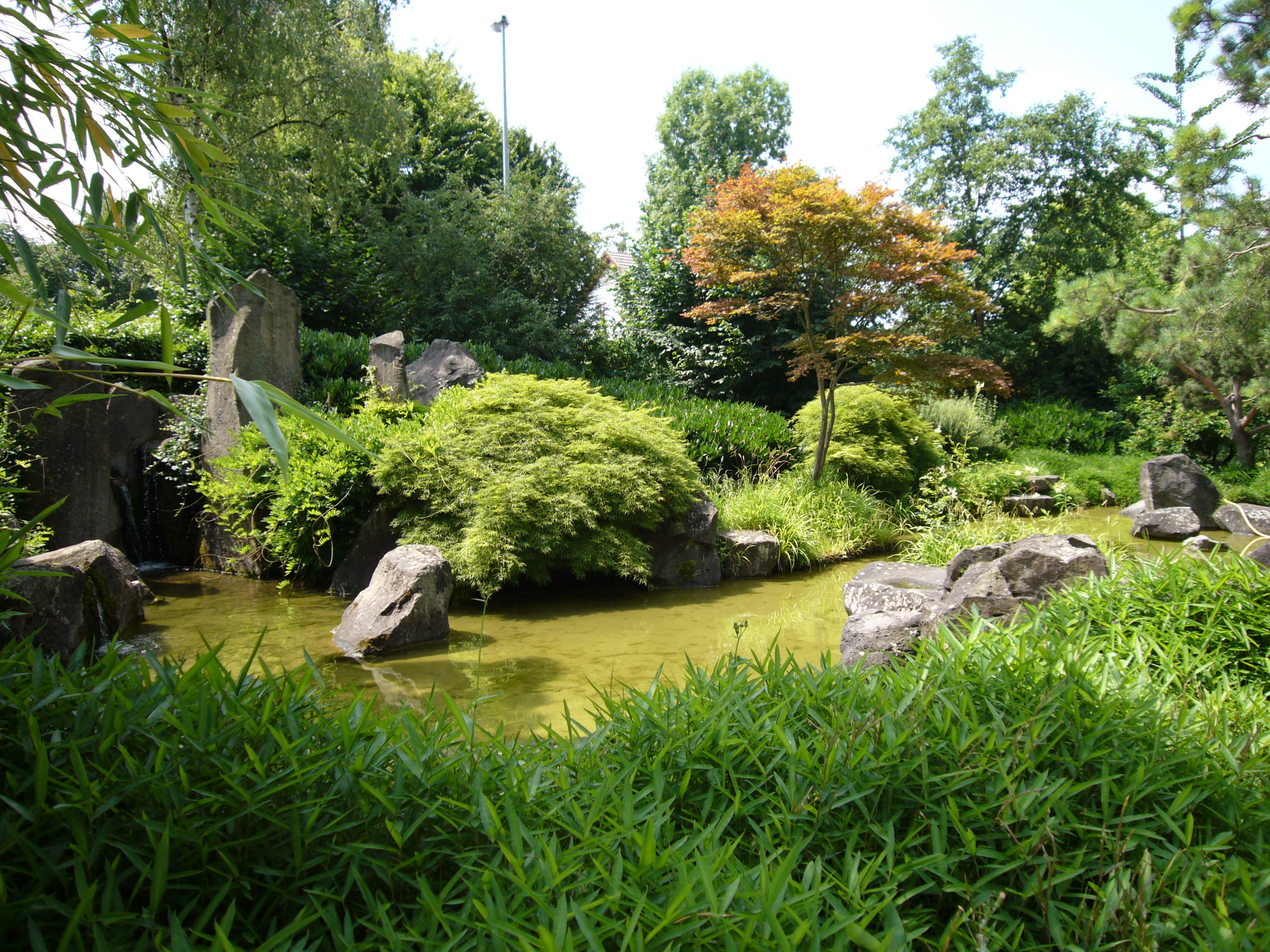
ビーティヒハイム＝ビシンゲンの日本庭園

メッター川の畔にエルヴィン・ベルツの栄誉を称える「日本庭園」が造られている。ベルツは、皇室の侍医であり、また日本における近代医学の創始者である。草津における含硫黄温泉の医療目的の利用に関する功績により、ビーティヒハイム＝ビシンゲンと草津との交流を樹立・深化し、1962年に姉妹都市関係が結ばれた。「日本庭園」は、1989年庭園博を機に、日本人庭師ジュン・スズキによって新たに造られた。これ以後この庭園は、日本からの訪問客をもてなすのにふさわしい場となっている。石灯籠、句碑、石橋、高さ 2 m ほどのエルヴィン・ベルツ記念碑などがある。

### スポーツ

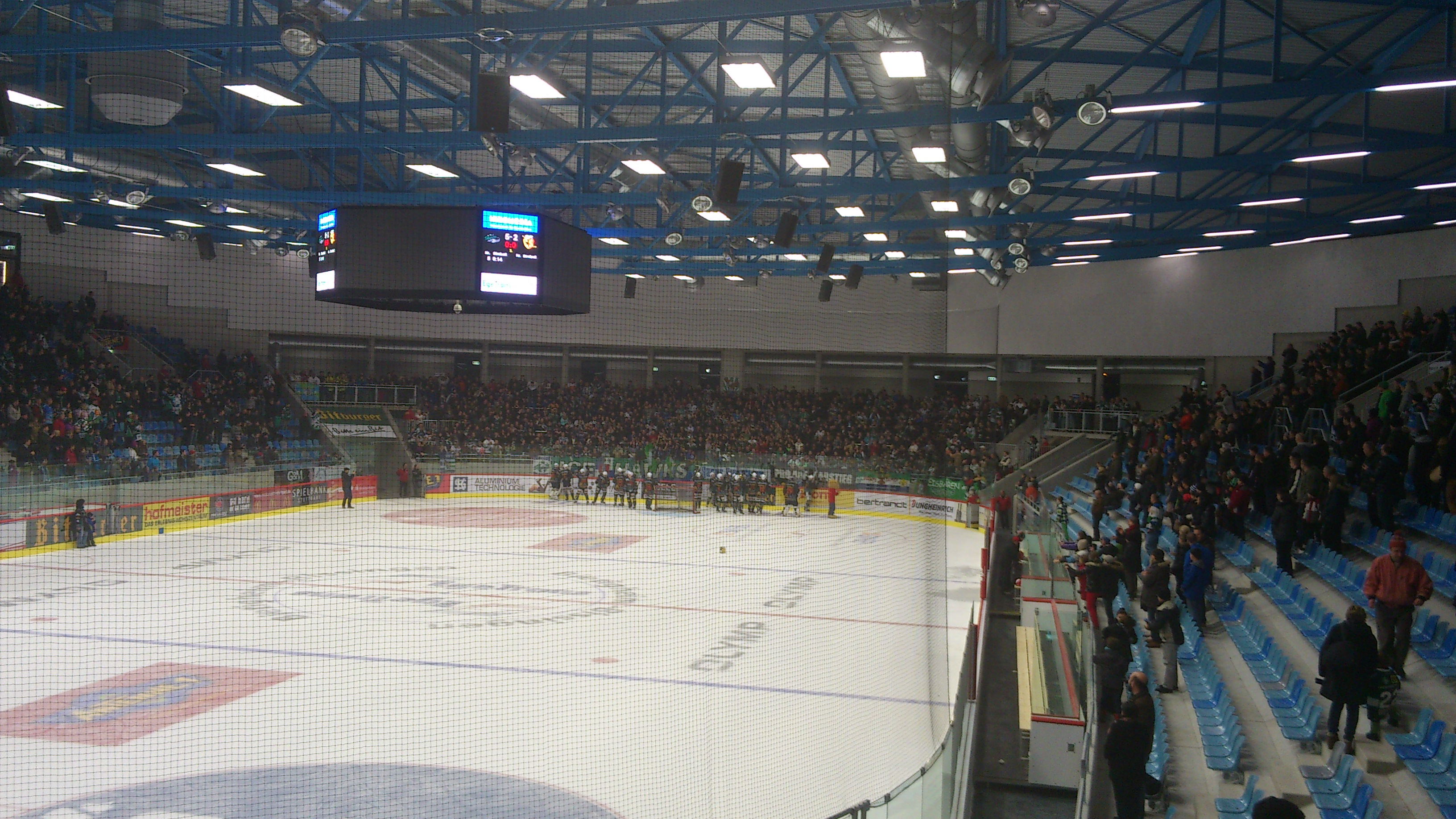
Egeトランス・アレーナ

全国的に有名なのは、ブンデスリーガ2部でプレイする SCビーティヒハイム＝ビシンゲンのアイスホッケーチーム「シュテーラース」である。シュテーラース最大の成功は、2008/09年シーズン、2012/13年シーズン、2014/2015年シーズン、2017/18年シーズンのブンデスリーガ2部の優勝である。2012年、2013年、2015年には、連続2回カップ戦を制した唯一のチームとなった。現在ドイツ・アイスホッケーリーガ (DEL) の規約ではリーグの昇格が認められていないため、1部への昇格はなされない。ホームゲームは、3,250人収容のアイスアレーナ・エレンタールで行われていた。2012年12月以降、ゲームは Egeトランス・アレーナで開催されている。このアリーナは4,583人収容で、このうち2,983席の座席がある。
SG BBMビーティヒハイム（1997年に TSVビーティヒハイムと TVメッターツィンメルンが合併、さらに2008年に SpVggビシンゲンが合併したクラブ）のハンドボールチームもブンデスリーガ2部でプレイしている。このチームは2014/15年シーズンにはハンドボール・ブンデスリーガに所属していたが、2部への降格を阻めなかった。2017/18年シーズンには改めて1部リーグに昇格した。ホームゲームは、Egeトランス・アレーナと、ルートヴィヒスブルクの MHP-アレーナとを交替で使用して開催している。女子チームも2009/10年シーズンからブンデスリーガ2部でプレイしている。このチームは、2013/14年シーズンにブンデスリーガ1部に昇格した。2016/17年シーズンには、SG ビーティヒハイムは、ドイツ・マイスター選手権で26戦26勝であった。ホームゲームはシュポルトハレ・アム・ヴィアドゥクトで行っている。
ビーティヒハイマー・ホッケー・ウント・テニス・クラブ（略称 BHTC）は、室内の試合はエレンタールギムナジウムの体育館、屋外の試合は人工芝のパルクエッカーで開催している。2017/18年の屋外シーズンでは、女子ブンデスリーガ2部で5位となった。
さらに、ビーティヒハイム＝ビシンゲンには多くのサッカーチームがある。ビーティヒハイム市区のチーム SVゲルマニア・ビーティヒハイムは、1960年代から1970年代に成功を収めたが、現在は全国的に重要な役割を有していない。ランツスリーガ・エンツ/ムルのホームゲームは、シュポルトパルク・エレンタールで開催されている。ビーティヒハイムにはこの他に SV ヘラス 94 ビーティヒハイムがあり、そのチームは2010/11年シーズンにベツィルクスリーガ・エンツ/ムルで成功を収めてランデスリーガに昇格した。その後このチームは成績不振なシーズンをいくつも過ごし、再びクライスリーガ A に所属している。
より小さなビシンゲン地区には、SpVgg ビシンゲンと FSV 08 ビシンゲンの2つのサッカーチームがある。FSV 08 は成功を収め、2014/15年シーズンにフェアバンツリーガ・ヴュルテンベルクからオーバーリーガ・バーデン＝ヴュルテンベルクに昇格した。2016/17年シーズンにはレギオナルリーガ・ジュートヴェストへの昇格目前でこれを逃した。現在も FSV 08、SV ゲルマニア、SpVgg の3つのサッカークラブはお互いにライバル関係にある。
この他のビーティヒハイム＝ビシンゲンのサッカーチームとしては、FV ゼンメッツ・シュポール・ビーティヒハイム（クライスリーガ A エンツ/ムル）、NK クロアチア・ビーティヒハイム（ベツィルクスリーガ・エンツ/ムル）、FC メツォポアミア・ビーティヒハイム（クライスリーガ B エンツ/ムル）がある。
柔道クラブ・ビーティヒハイムは1956年に設立された。合気道（1970年から）、空手（1975年から）、柔術（1977年から）、太極拳（2003年から）の部門を備えたこのクラブの会員数は約 700人である。ドイツチャンピオンや州のタイトル獲得者の他、大勢の有段者を擁している。

### 年中行事

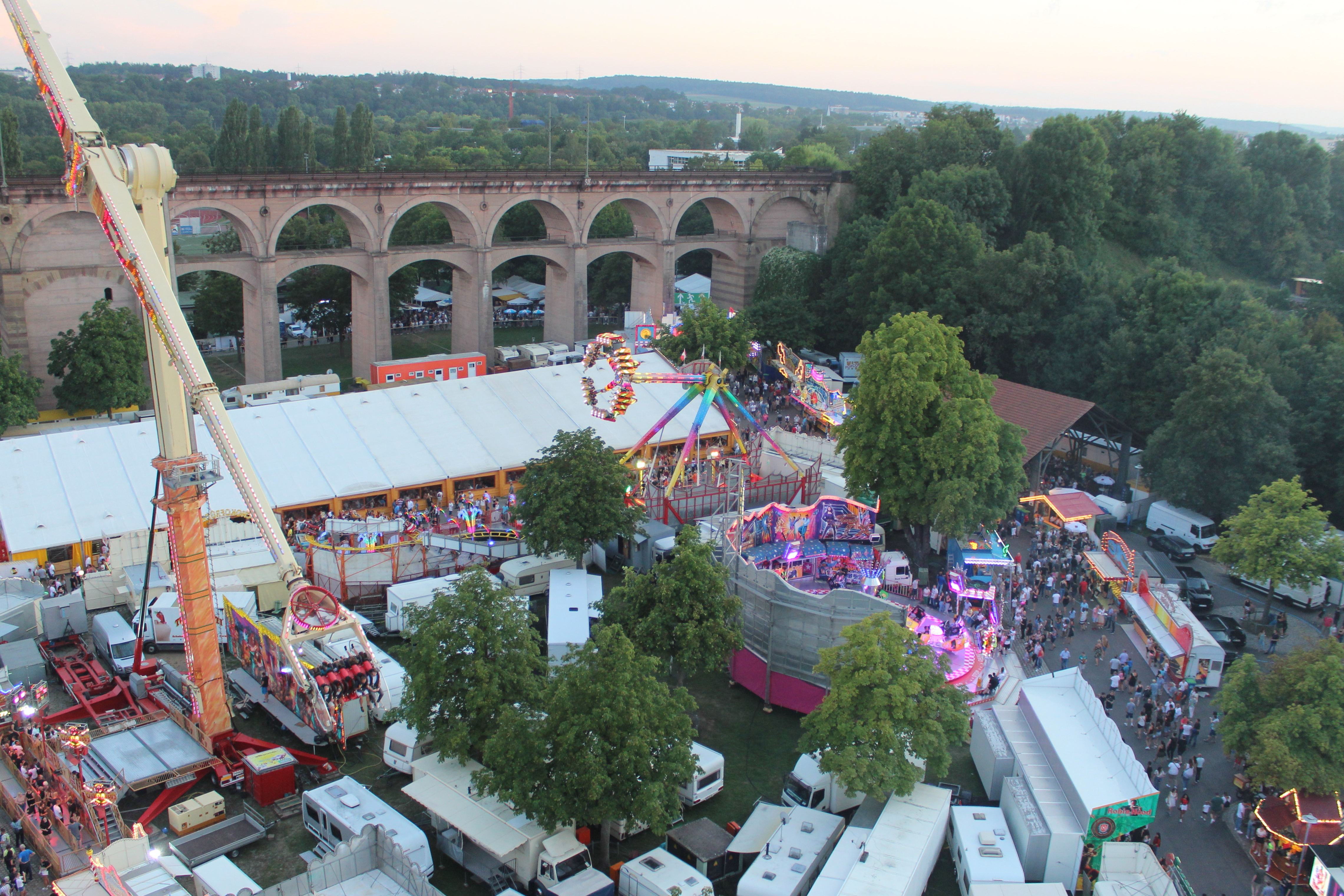
ビーティヒハイムのプファルデマルクト（2019年）

ビーティヒハイムのプフェルデマルクト（直訳: 馬市）は毎年9月初めに高架橋の祝祭広場で開催され、周辺全域から約20万人が訪れる。5日間にわたるイベントのハイライトは、日曜日の夕方に行われる花火大会である。12月には、旧市街のマルクト広場周辺で「シュテルンレスマルクト」（クリスマスマーケット）が開催される。
全国的に有名なのが毎年開催されるビーティヒハイムのジルヴェスターラウフ（大晦日レース）である。これは歴史的な旧市街を通る約 11 km のレースである。1998年から毎年夏に音楽フェスティバル「ベスト・オブ・ミュージック」が旧市街で開催され、ジャズやソウルミュージックのコンサートが開かれる。
ビシンゲン市区では、町役場周辺で4年ごとに「ホルツクローベンフェスト」（直訳: 丸太祭）が開催される。

## 経済と社会資本

### 財政
ビーティヒハイム＝ビシンゲンは、ドイツで最も裕福な都市の1つであり、2004年から負債がない（2019年現在）。

### 交通

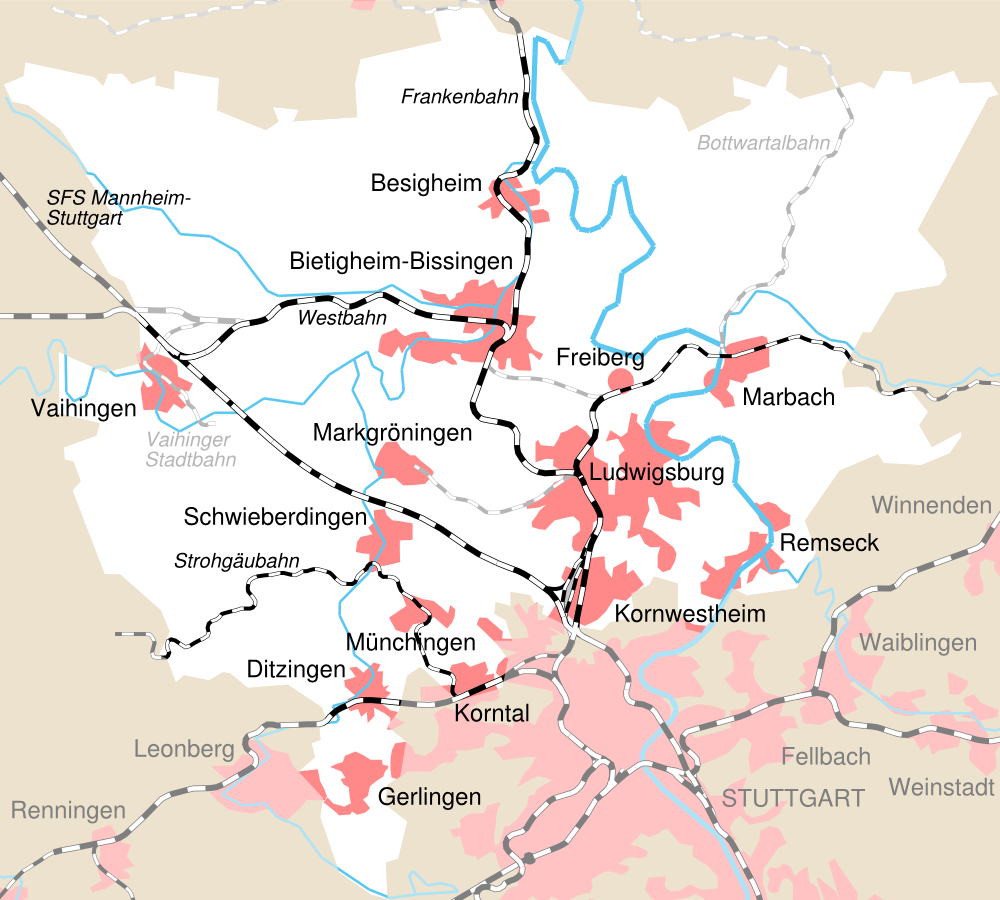
ルートヴィヒスブルク郡の鉄道路線図。ビーティヒハイム＝ビシンゲン駅はヴェストバーンとフランケン鉄道との分岐駅である。

#### 道路
ビーティヒハイム＝ビシンゲンは、ルートヴィヒスブルク北インターチェンジ経由でアウトバーン A81号線（ハイルブロン - シュトゥットガルト - ジンゲン）に接続する。また、1日に5万台が通行する連邦道 B27号線（ゲッティンゲン - ハイルブロン - シュトゥットガルト - シャフハウゼン）が4車線で市内を通っている。さらに数多くの州道や郡道が周辺の集落とを結んでおり、時間がかかり環境負荷の大きな市内を避けての通過交通を可能にするバイパス道路（たとえば「ザクセンハイム＝ハイウェイ」とも呼ばれる郡道 K1125号線など）が存在する。

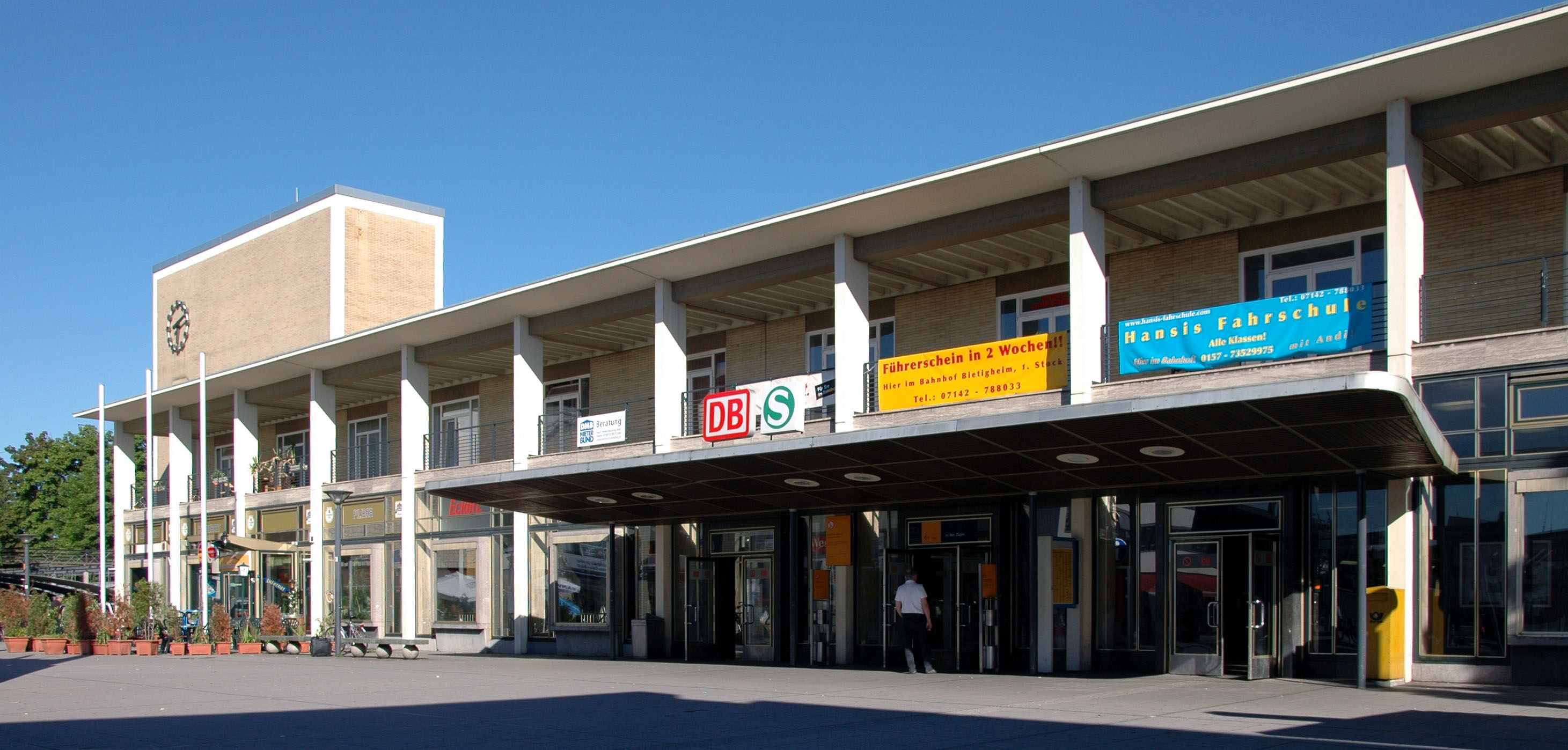
ビーティヒハイム＝ビシンゲン駅

#### 鉄道
ビーティヒハイム＝ビシンゲン駅（1974年まではビーティヒハイム (ヴュルテンベルク) 駅であった）は1853年から、すなわちエンツ高架橋の完成以後、鉄道の結節点である。ここでヴェストバーン（西鉄道）シュトゥットガルト - ブルッフザール線とフランケン鉄道シュトゥットガルト - ヴュルツブルク線とが分岐する。1878年から1945年までビーティヒハイムは、バックナングとも接続していた。駅の南側に遺るその路線跡は、引き込み線として利用されている。
ビーティヒハイムは、シュトゥットガルト・シュヴァープシュトラーセ駅を起点とするシュトゥットガルトSバーン S5号線の終点であり、2019年6月8日まではラインラント＝プファルツ州のヴェルト・アム・ラインを起点とするカールスルーエ・シュタットバーン S5号線の終点でもあった。2019年6月の時刻表から、プフォルツハイムからビーティヒハイム＝ビシンゲンまでの区間は20年間の営業を終了した。2003年、市内に新たな駅「エレンタール」が設けられた。
ドイツ鉄道AGのローカル列車によって、ルートヴィヒスブルク、シュトゥットガルト、ハイルブロン、プフォルツハイム、カールスルーエへ簡単に行くことができる。

#### 公共近郊旅客交通
公共近郊旅客交通 (ÖPNV) については、多くのバス路線が利用可能である。551/552号はグロースザクセンハイムまたはメッターツィンメルンとタンマーフェルト (IKEA) またはビーティヒハム＝ブーフとを結んでいる。556号と557号は環状路線である。このバスは、時計回り (556) または反時計回り (557) にビーティヒハイム＝ビシンゲン全域を運行している。564号は、フライベルク (ネッカー) またはカンムガルンシュピーネライまで運行している。これらの路線はいずれもシュピルマン・バス会社によって運行されている。さらにホーエンハスラハ行きやプライデルスハイム/ムル行きのバスもある。いずれの路線にもシュトゥットガルト交通連盟 (VVS) の統一料金が適用される。2012年12月まで週末や祝祭日前には夜行バス N50（シュトゥットガルト、ルートヴィヒスブルクとビーティヒハイム＝ビシンゲン）および N57（ビーティヒハイム＝ビシンゲンと本市の北に位置するルートヴィヒスブルク郡内の町村）が運行されていた。

### 産業地区
ビーティヒハイム＝ビシンゲンには6つの産業地区がある。東部のビュッテンヴィーゼンとゼーヴィーゼン、南部のライエルン I - IV である。

### 地元企業

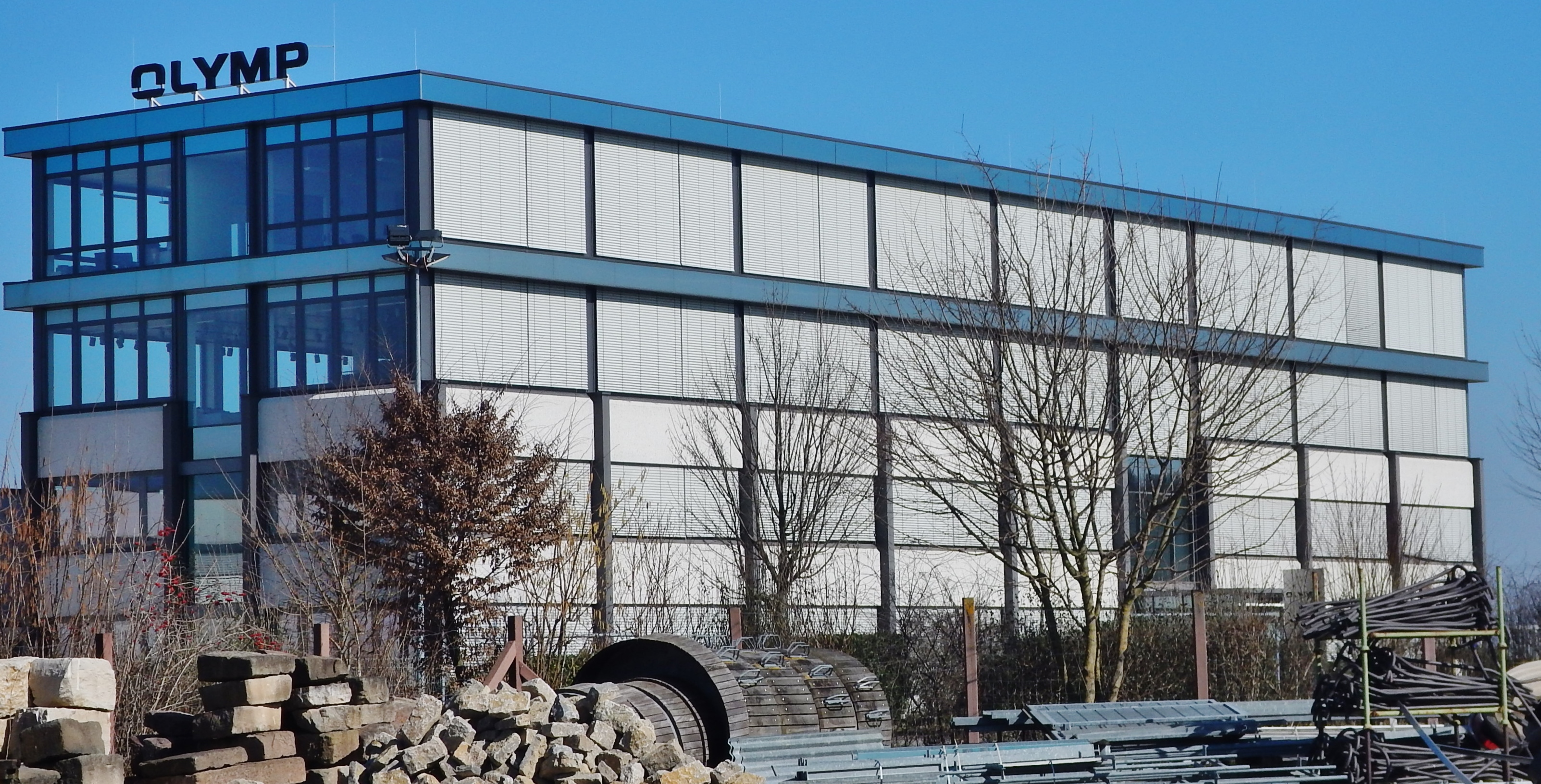
オリンプ・ベンツナー本社

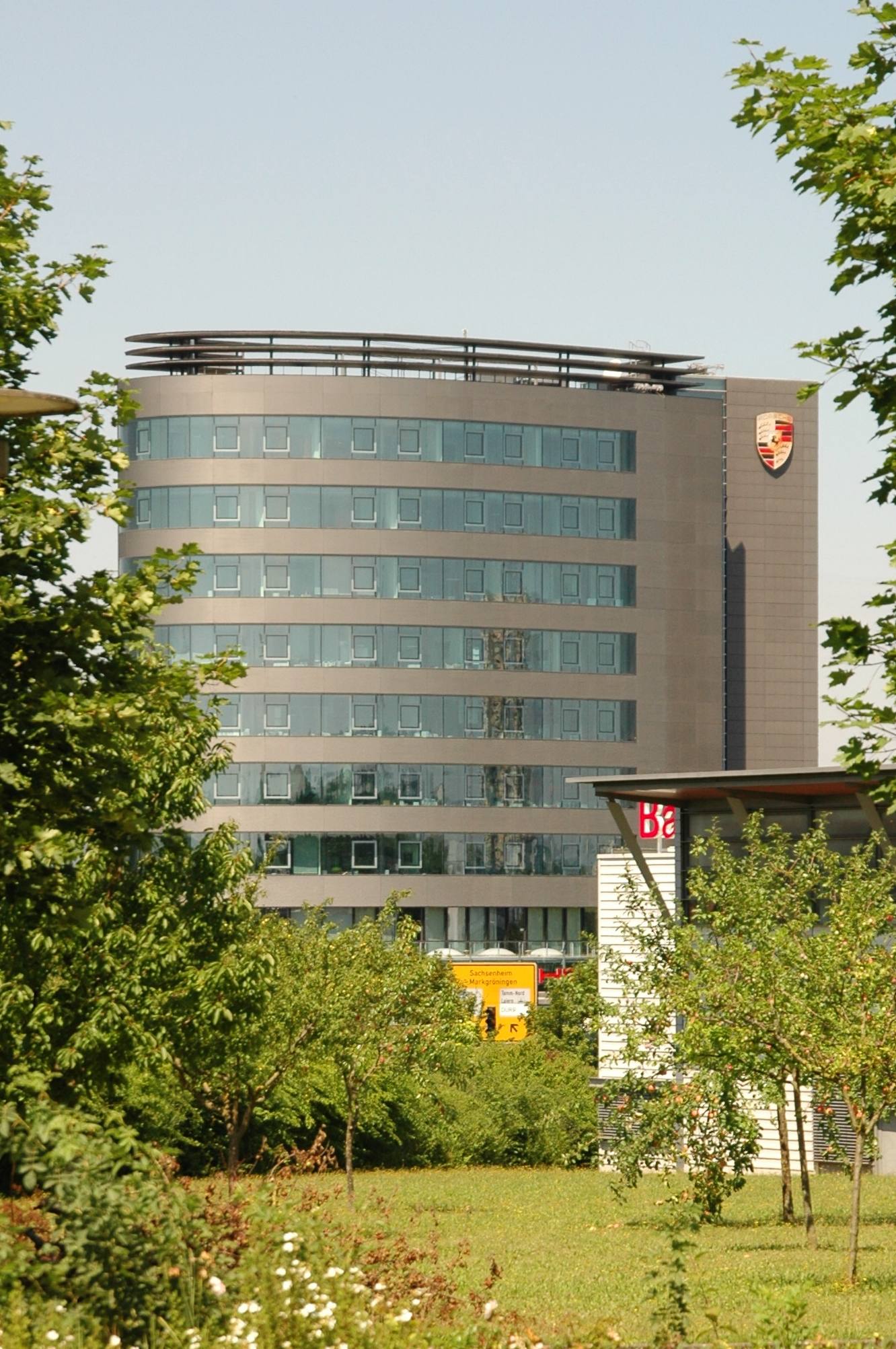
ポルシェ・エンジニアリング・サービス GmbH

- デュル AG は、2009年に本社をビーティヒハイム＝ビシンゲンに移転し、約2,200人を雇用するこの街最大の雇用主である。製品は主に、自動車/飛行機産業用の塗装・組み立て施設である。
- デュル・デンタル SE は、ビーティヒハイム＝ビシンゲンの本社で、歯科医療用器具を製造するために約 390人を雇用している。
- パーカー・ハニフィン GmbH & Co. KG（ヨーロッパ・パッキング部門）は、パッキング製造のために市内で約 450人を雇用している。
- DLW フローリングは、社員数約 370人で、弾性床材を製造している[40]。
- ウムブライト社はドイツで3番目に大きな書籍問屋で、本市に本社を置いている。
- オリンプ・ベンツナー GmbH & Co KG は、オリンプの商標のワイシャツおよびネクタイで知られている。本社はビーティヒハイム＝ビシンゲンにある。
- 1879年に創業された靴工場が経営する高級靴メーカー ハインリヒ・ディンケラッカー GmbH はハンガリーで靴を製造している[41]。
- ポルシェ・ドイチュラント GmbH、ポルシェ・コンサルティング GmbH、ポルシェ・フィナンシャル・サービス GmbH、ポルシェ・ライセンスおよび販売会社 mbH & Co. KG、ポルシェ・エンジニアリング・サービス GmbH はビーティヒハイム＝ビシンゲンに本社がある。
- 市内には自動車産業の下請け業者が数多くある。
  - フランスのヴァレオ（旧 SWF）は、自動車製造のためのワイパーシステム、スイッチ類、センサー類を製造している。
  - G. エルベ & ゾーン GmbH & Co. は、従業員数約 320人で、シャフトを製造している。
  - アルフレート・ハイド GmbH und Co. KG は、従業員数約 350人で、自動車、バス、実用特殊車両やトラックなどのための標準ジョイントや付属品を製造している。
  - マグナ・カー・トップ・システム GmbH はビーティヒハイム＝ビシンゲンでコンバーチブル屋根（たとえば、オペル・アストラ・ツイントップやメルセデス DLK）を開発している。
  - ロベルト・ボッシュ・オートモーティブ・ステアリング GmbH はビーティヒハイム工場に約 450人の従業員を雇用している。
- ベッセイ＝グループに属す2つの企業がこの街にある。
  - ベッセイ・ツール GmbH & Co. KG のクランプおよび切断部門がこの街で製造を行っている。
  - ベッセイ精密鋼 GmbH は、鋼やステンレス鋼を生産している。
- ルートヴィヒスブルク郡貯蓄銀行は、市内に6支店を有している。ビーティヒハイム＝ビシンゲンは、12支店、法人顧客センター、不動産センター、プライベート・バンキング・チームを統括する地域管理本部の所在地である。
- ベー GmbH はボールバルブと安全継手を製造している。この会社はフライベルク・アム・ネッカーに移転した。
- ホーフマイスター家具は、売り場面積約 5万 m2 の家具店である。

### ワイン製造
ビーティヒハイムとビシンゲンは、ヴュルテンベルク・ワイン地区のヴュルテンベルク・ウンターラント地域シャルクシュタイン大地区に属すワインの産地である。

### メディア
ビーティヒハイム＝ビシンゲンでは、日刊紙として「ビーティヒハイマー・ツァイトゥング」（ローカル版として「ザクセンハイマー・ツァイトゥング」と「ベニヒハイマー・ツァイトゥング」がある）。その全国面はウルムの「ジュートヴェストプレッセ」から提供されている。

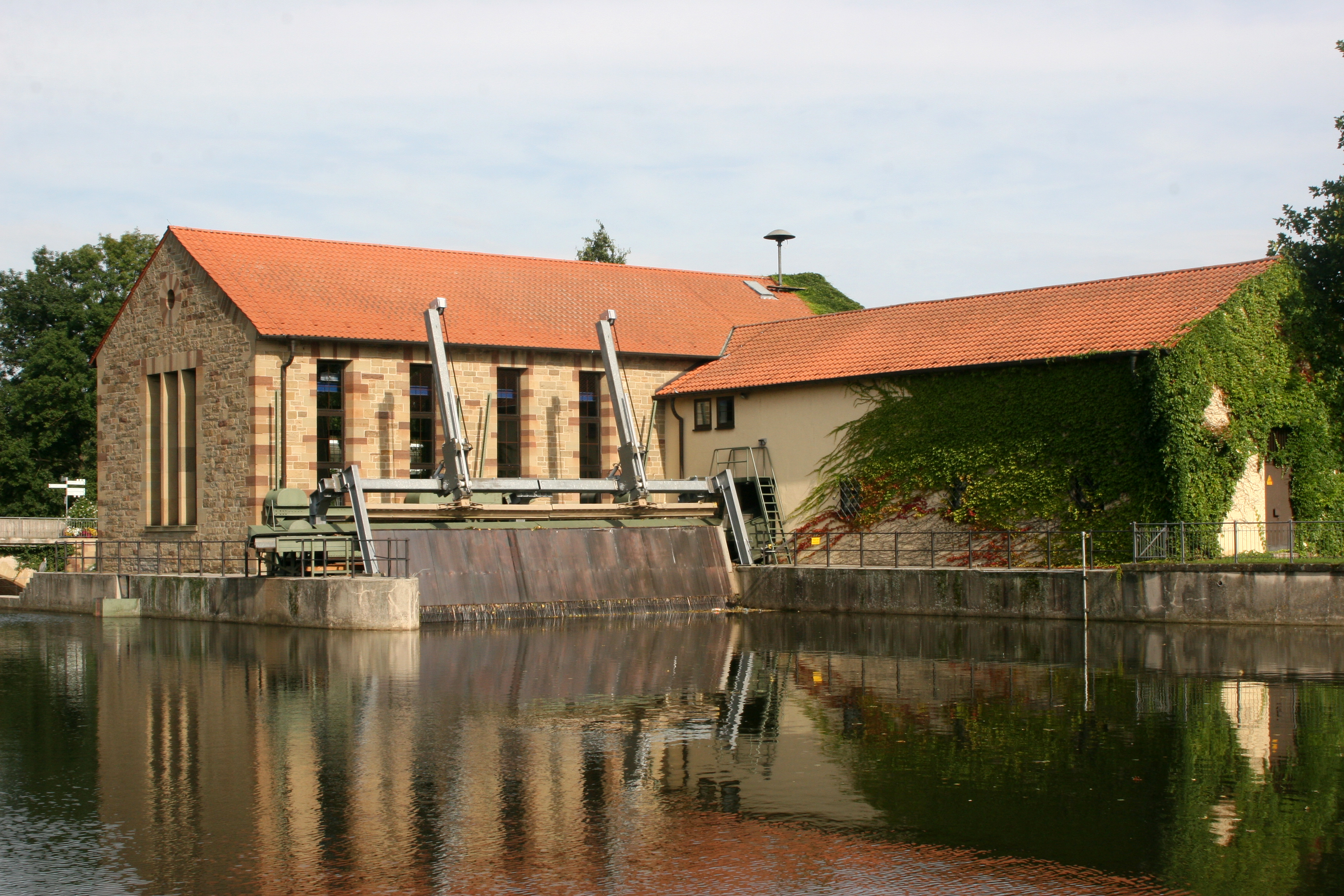
ビーティヒハイム水力発電所

### エネルギー
シュタットヴェルケ・ビーティヒハイムはエンツ川沿いに出力 630 kW の水力発電所を運営している。

### 公的施設
ビーティヒハイム＝ビシンゲンは、税務署、2か所の公証人役場（ビーティヒハイムとビシンゲン）、病院を有している。この他に、3つのプール（バート・アム・ヴィアドゥクト（サウナや芝生広場を有する温水プール）、ビシンゲン屋内プール、野外プール「バーデーパルク・エレンタール」）があり、大いに人気である。屋外プールには南ドイツ最大のウォータースライダー（全長 158 m、高さ 14.5 m）がある。

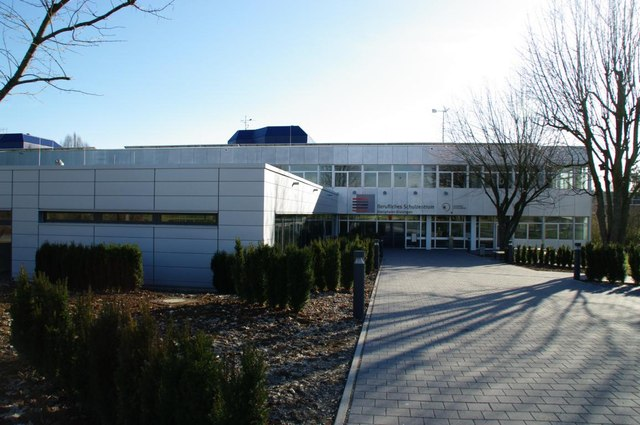
職業学校センター

分館1か所を含むオットー＝ロムバッハ図書館は、子供向けや大人向けのイベントプログラムを持つ重要な文化施設である。
市立ギャラリーも、郡域を超えて知られており、高い評価を得ている。
ビーティヒハイム＝ビシンゲンには、2つの分団を有する消防団がある。1つはビーティヒハイム、もう1つはビシンゲンである。消防団はポルシェ・カイエンも消防団車両として有している。両分団は約120人の団員を擁しており、12台の車両が出動可能である。ビシンゲン分団には小さな博物館もあり、火除け桶から消防馬車を経て、1943年製の完全稼働に整備された消防車まで展示されている。

### 教育
ビーティヒハイム＝ビシンゲンには、2校の普通科ギムナジウム（ギムナジウム I および II イム・エレンタール、公式には2校であるが、事実上は1校）、2校の実科学校（イム・アウライン実科学校、ビシンゲン実科学校）、1校の養護学校「イム・ブーフ」、2校のヴェルクレアルシューレ課程を持つ基礎課程・本課程学校（シューレ・イム・ザント、ヴァルトシューレ・ビシンゲン）および4校の基礎課程学校（ヴァイマーラー・ヴェーク基礎課程学校、ヒラーシューレ・ビーティヒハイム、シラーシューレ・ビシンゲン、ルートヴィヒ＝ハイト＝シューレ）がある。
ルートヴィヒスブルク郡は、エレンタール職業学校センターのビーティヒハイム＝ビシンゲン営業・商業学校の運営者である。エレンタール職業学校センターには、2校の職業ギムナジウム、工学ギムナジウム、経済ギムナジウムを含んでいる）。また、精神障害者のための学校であるシューレ・グレーニンガー・ヴェークも運営している。

## 人物

### 出身者

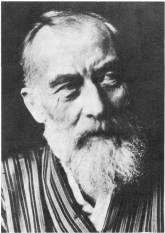
エルヴィン・フォン・ベルツ

- エルヴィン・フォン・ベルツ（1849年 - 1913年）お雇い外国人医師。皇室の侍医を務めた。
- カール・ハーガー（ドイツ語版、英語版）（1912年 - 1998年）政治家。東ドイツのドイツ社会主義統一党の政治局員
- ゲプハルト・フュルスト（ドイツ語版、英語版）（1948年 - ）ロッテンブルク＝シュトゥットガルト司教
- ズーザンネ・シュスター（ドイツ語版、英語版）（1963年 - ）水泳選手。1984年ロサンゼルスオリンピック女子100m自由形銀メダリスト
- マティアス・エトリッヒ（1972年 - ）コンピュータエンジニア
- アドリアン・プファール（1982年 - ）ハンドボール選手
- ユリアン・シュスター（1985年 - ）サッカー選手
- シンディー（1988年 - ）ラッパー
- ベネディクト・レッカー（ドイツ語版、英語版）（1989年 - ）サッカー選手
- ベルント・レノ（1992年 - ）サッカー選手
- アンドレ・リンク（1994年 - ）射撃選手
- ヨティ・ポリゾアキス（1995年 - ）フィギュアスケート選手

### ゆかりの人物
- オットマー・マーゲンターラー（1854年 - 1899年）発明家。ライノタイプの発明で世界的に知られている。
- ロタール・シュペート（1937年 - 2016年）政治家、実業家。1967年からビーティヒハイム＝ビシンゲンの市長を務めた。
- コンラート・クジャウ（ドイツ語版、英語版）（1938年 - 2000年）画家、芸術家。「ヒトラーの日記」の贋作者。
- ヴェンデリン・ヴィーデキング（1952年 - ）実業家。ポルシェのCEO。ビーティヒハイム＝ビシンゲンに住居を持つ。
- ゲルハルト・ポシュナー（ドイツ語版、英語版）（1969年 - ）サッカー選手。ビーティヒハイム＝ビシンゲンで育った。

## 参考図書
- Hermann Römer (1956/1961). Geschichte der Stadt Bietigheim. Stuttgart
- Stadt Bietigheim, ed (1964). 600 Jahre Stadt Bietigheim 1364–1964. Bietigheim
- Paul Swiridoff (1964). Bietigheim. Pfullingen: Swiridoff
- Stadt Bietigheim-Bissingen, ed (1989). 1200 Jahre Bietigheim. Etappen auf dem Weg zur Stadt von heute. Bietigheim
- Petra Schad (2002). Buchbesitz im Herzogtum Württemberg im 18. Jahrhundert am Beispiel der Amtsstadt Wildberg und des Dorfes Bissingen/Enz. Stuttgarter Historische Studien. Bd. 1. Stuttgart: Thorbecke. ISBN 978-3-7995-5551-7

これらの文献は、翻訳元であるドイツ語版の参考文献として挙げられていたものであり、日本語版作成に際し直接参照してはおりません。

## 訳注
1. ↑  Kuriosum は「奇妙なこと」、Kuh は「雌牛」を意味する。
2. ↑  "ヴェルクレアルシューレ (ドイツ語: Werkrealschule) は、ドイツ内でもバーデン＝ヴュルテンベルク州特有の学校形態で、本課程学校の第9または第10学年修了の生徒から選抜で第10学年以降の中等教育クラスに進学できる制度およびその課程